# Liste der Biografien/Ry
Liste der Biografien |
Portal Biografien |
Personensuche
# |
A |
B |
C |
D |
E |
F |
G |
H |
I |
J |
K |
L |
M |
N |
O |
P |
Q |
R |
S |
T |
U |
V |
W |
X |
Y |
Z |
?
 
Ra |
Rb |
Rd |
Re |
Rh |
Ri |
Rj |
Rk |
Rl |
Rm |
Rn |
Ro |
Rr |
Rs |
Rt |
Ru |
Rv |
Rw |
Rx |
Ry |
Rz
Die Liste der Biografien führt alle Personen auf, die in der deutschsprachigen Wikipedia einen Artikel haben. Dieses ist eine Teilliste mit 759 Einträgen von Personen, deren Namen mit den Buchstaben „Ry“ beginnt.

## Ry
- Ry, Haupt der Bogenschützen
- Ry Andersen, Sigurd (1915–2004), dänischer Mediziner, Pathologe und Professor für Augenheilkunde
- Ry Andersen, Thorkil (1912–1994), dänischer Architekt und Maler
- Ry, Charles du (1692–1757), deutscher Baumeister und Architekt
- Ry, Charles Louis du (1771–1797), deutscher Architekt
- Ry, Paul du (1640–1714), französisch-deutscher Ingenieur, Oberhofbaumeister und Architekt
- Ry, Simon Louis du (1726–1799), deutscher Oberhofbaumeister und Architekt

### Rya
- Ryabov, Andrei (* 1962), russischer Jazzmusiker (Gitarre)
- Rýabowa, Ýelena (* 1990), turkmenische Sprinterin
- Ryack, Rita, US-amerikanische Kostümbildnerin
- Ryall, Daniel Bailey (1798–1864), US-amerikanischer Politiker
- Ryall, David (1935–2014), britischer Schauspieler
- Ryall, Sebastian (* 1989), australischer Fußballspieler
- Ryalls, Peter (1938–2017), britischer Radrennfahrer
- Ryan, Alston (* 1993), antiguanischer Boxer
- Ryan, Amy (* 1969), US-amerikanische Schauspielerin
- Ryan, Andrew (1876–1949), britischer Diplomat
- Ryan, Anthony (* 1970), schottischer Schriftsteller
- Ryan, Archie (* 2001), irischer Radrennfahrer
- Ryan, Arthur (1935–2019), irischer Unternehmer und Manager
- Ryan, Barry (1948–2021), britischer SängerBarry Ryan (1948–2021)

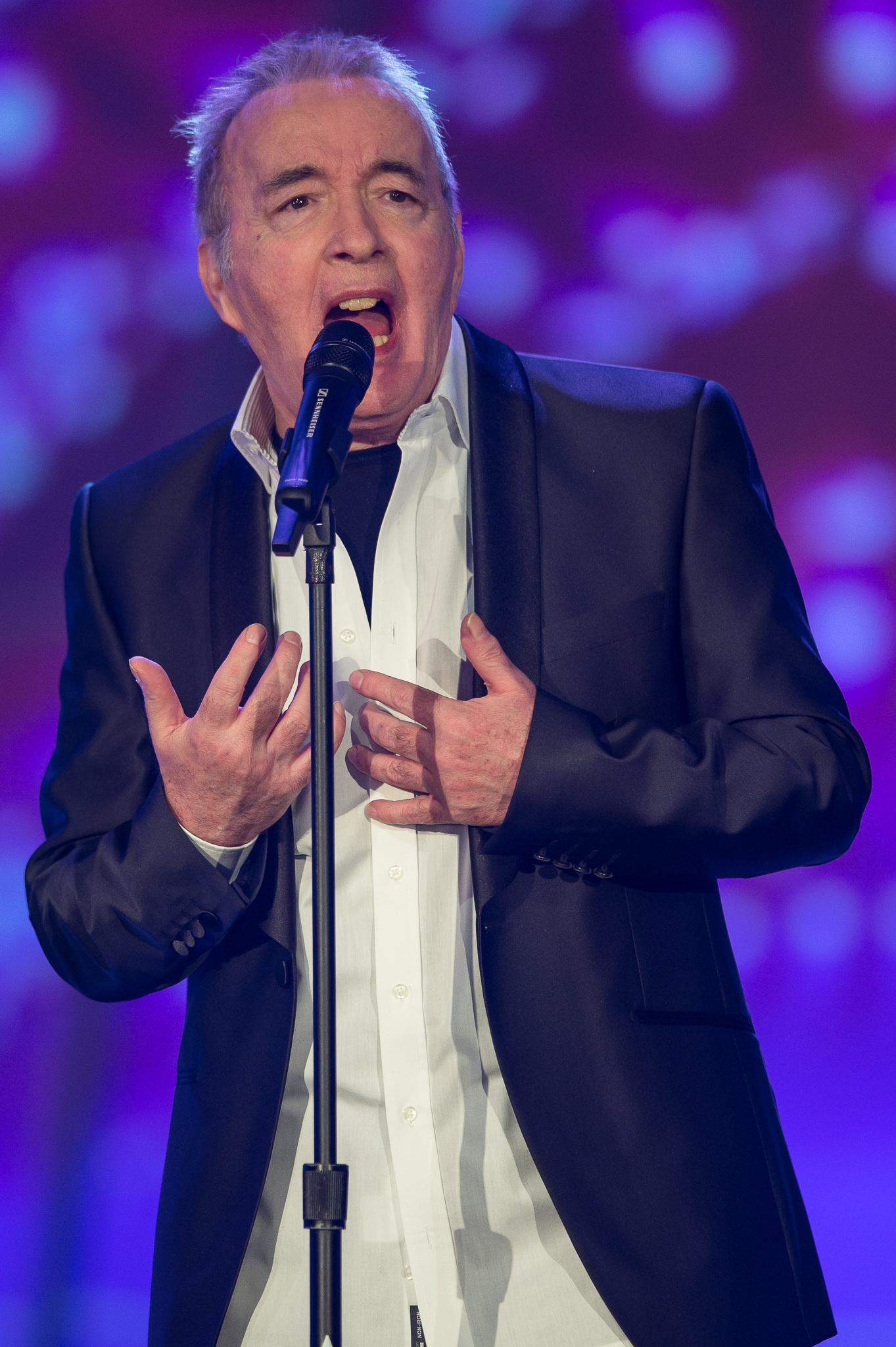
Barry Ryan (1948–2021)

- Ryan, Bianca (* 1994), US-amerikanische Sängerin
- Ryan, Birgit (* 1976), färöische Fußballspielerin
- Ryan, Blanchard (* 1967), US-amerikanische Schauspielerin
- Ryan, Bobby (* 1987), US-amerikanischer Eishockeyspieler
- Ryan, Brendan (* 1953), irischer Politiker
- Ryan, Buddy (1931–2016), US-amerikanischer American-Football-Trainer
- Ryan, Caelan (* 2005), thailändisch-englischer Fußballspieler
- Ryan, Caroline (* 1979), irische Bahnradsportlerin
- Ryan, Cathy Cahlin, amerikanische Schauspielerin
- Ryan, Christian (* 1977), australischer Ruderer
- Ryan, Christopher (* 1950), englischer Schauspieler
- Ryan, Christopher D. (* 1958), österreichischer Sportkommentator
- Ryan, Cornelius (1920–1974), irisch-US-amerikanischer Journalist und Schriftsteller
- Ryan, Cornelius E. (1896–1972), US-amerikanischer Offizier, Generalmajor der US-Army
- Ryan, Daniel († 1961), US-amerikanischer Eiskunstläufer
- Ryan, Daniel J. (1855–1923), US-amerikanischer Jurist und Politiker
- Ryan, Daniel Leo (1930–2015), US-amerikanischer Geistlicher, Bischof von Springfield in Illinois
- Ryan, Debby (* 1993), US-amerikanische SchauspielerinDebby Ryan (* 1993)

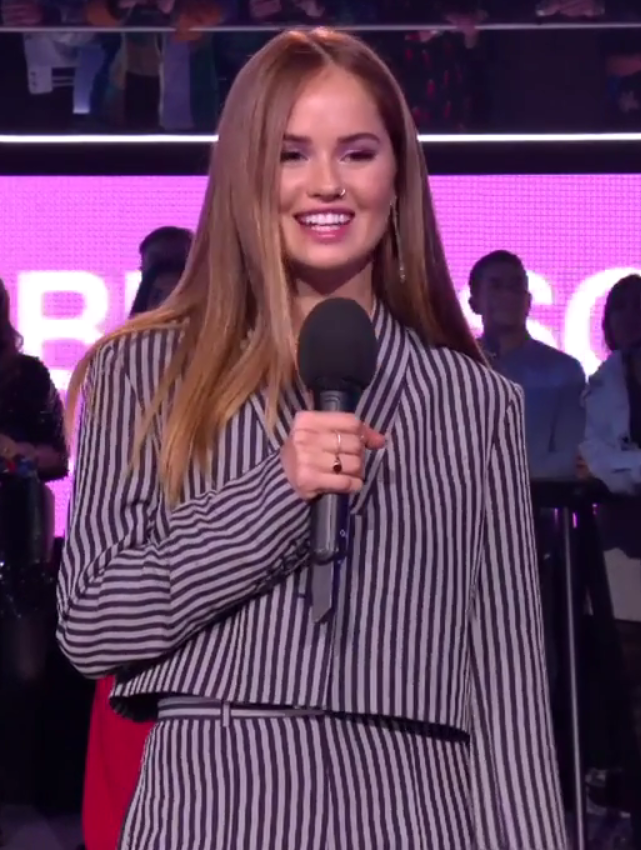
Debby Ryan (* 1993)

- Ryan, Deirdre (* 1982), irische Hochspringerin
- Ryan, Derek (* 1969), irischer Squashspieler
- Ryan, Derek (* 1983), irischer Pop- und Country-Sänger
- Ryan, Derek (* 1986), US-amerikanischer Eishockeyspieler
- Ryan, Dermot (1924–1985), irischer Geistlicher und römisch-katholischer Erzbischof von Dublin
- Ryan, Donal, irischer Schriftsteller
- Ryan, Donald, US-amerikanischer Pianist und Hochschullehrer
- Ryan, Doreen (* 1931), kanadische Eisschnellläuferin
- Ryan, Eamon (* 1963), irischer Politiker
- Ryan, Edward Francis (1879–1956), US-amerikanischer Geistlicher, Bischof von Burlington
- Ryan, Eileen (1927–2022), US-amerikanische Schauspielerin
- Ryan, Elizabeth (1892–1979), US-amerikanische Tennisspielerin
- Ryan, Elizabeth (1923–1998), US-amerikanische Schwimmerin
- Ryan, Elmer (1907–1958), US-amerikanischer Politiker
- Ryan, Eoin junior (* 1953), irischer Politiker (Fianna Fáil), MdEP
- Ryan, Eoin senior (1920–2001), irischer Politiker (Fianna Fáil)
- Ryan, Evan (* 1971), amerikanische Bundesbeamtin und Politikerin der Demokratischen ParteiEvan Ryan (* 1971)

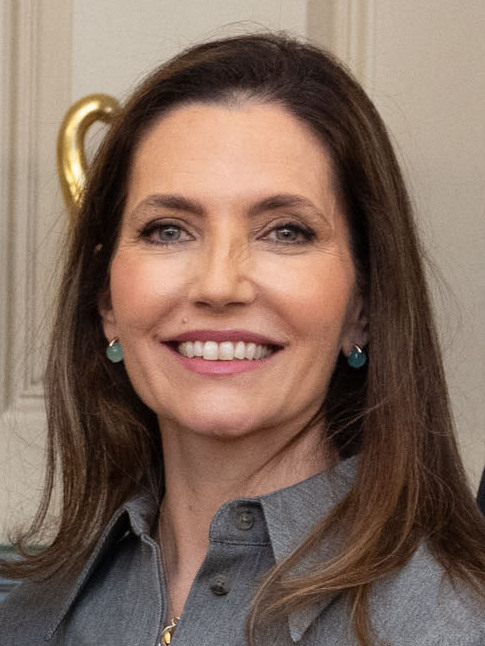
Evan Ryan (* 1971)

- Ryan, Francis Joseph (1916–1963), US-amerikanischer Genetiker und Zoologe
- Ryan, Frank (1902–1944), irischer Revolutionär
- Ryan, Gary (* 1972), irischer Sprinter
- Ryan, George (1934–2025), US-amerikanischer Politiker
- Ryan, Gerry (1956–2010), irischer Radio- und Fernsehmoderator
- Ryan, Gig (* 1956), australische Dichterin, Literaturkritikerin, Singer-Songwriterin und Gitarristin
- Ryan, Greg (* 1957), US-amerikanischer Cheftrainer der Fußballnationalmannschaft der Frauen
- Ryan, Harold M. (1911–2007), US-amerikanischer Politiker
- Ryan, Harris J. (1866–1934), US-amerikanischer Hochspannungstechniker
- Ryan, Harry (1893–1961), englischer Radrennfahrer
- Ryan, Hugo Edward (1888–1977), australischer Bischof
- Ryan, Ida Annah (1873–1950), US-amerikanische Architektin
- Ryan, Irene (1902–1973), US-amerikanische Schauspielerin
- Ryan, James (1891–1970), irischer Politiker
- Ryan, James Michael (1912–2002), US-amerikanischer Ordensgeistlicher und römisch-katholischer Bischof von Santarém
- Ryan, James Wilfrid (1858–1907), US-amerikanischer Politiker
- Ryan, Jay (* 1981), neuseeländischer Schauspieler
- Ryan, Jeri (* 1968), US-amerikanische SchauspielerinJeri Ryan (* 1968)

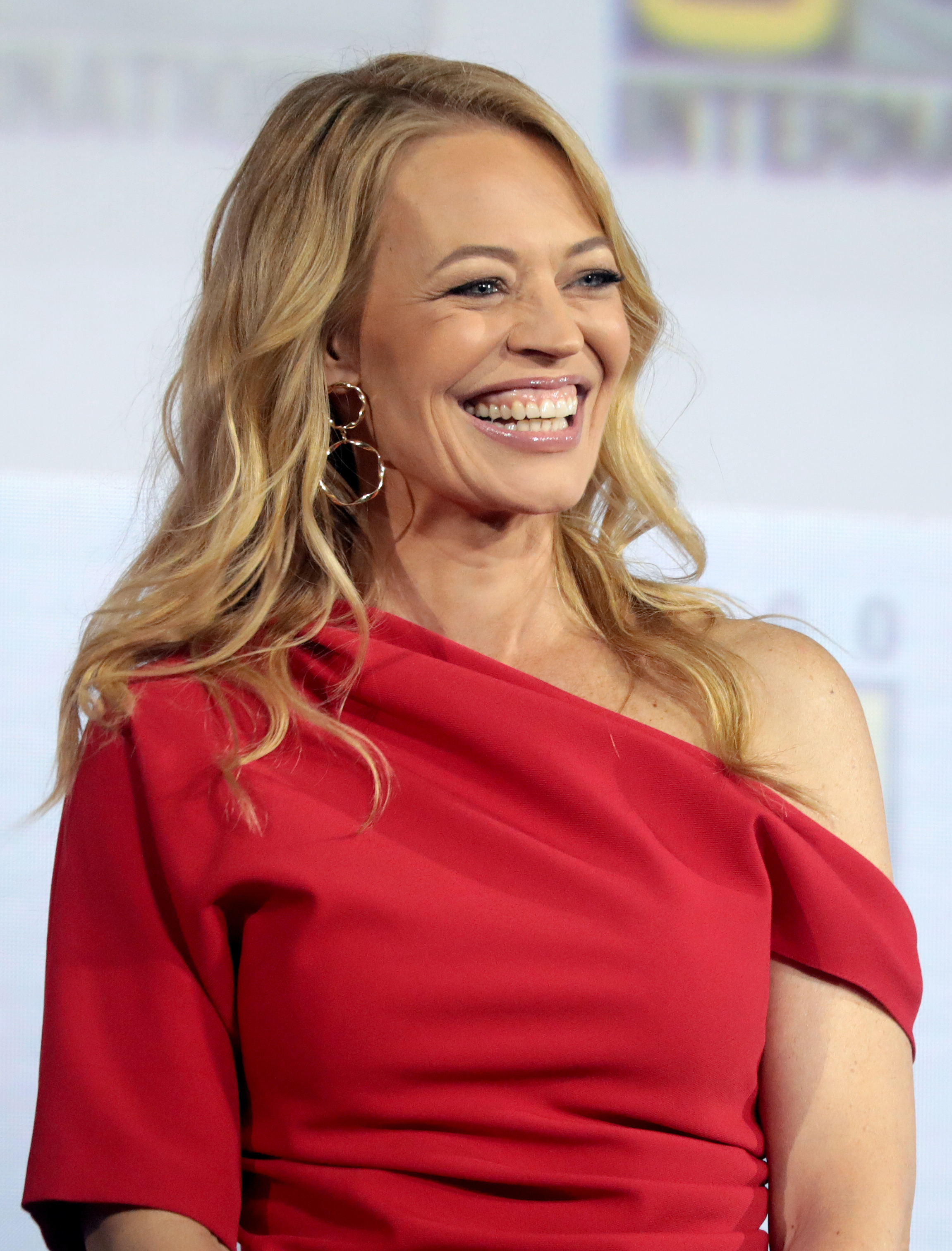
Jeri Ryan (* 1968)

- Ryan, Jim († 2023), US-amerikanischer Jazzmusiker (Saxophon)
- Ryan, Jim (* 1968), britischer Geschäftsmann
- Ryan, Jimmy (* 1945), schottischer Fußballspieler und -trainer
- Ryan, Joakim (* 1993), US-amerikanisch-schwedischer Eishockeyspieler
- Ryan, Joan (* 1955), britische Politikerin, Abgeordnete im britischen Unterhaus
- Ryan, John (1911–1988), australischer Politiker, Sprecher des South Australian House of Assembly
- Ryan, John (1939–2022), walisischer Rugbyspieler und -trainer
- Ryan, John (* 1944), australischer Schwimmer
- Ryan, John Alphonsus (* 1952), irischer Geistlicher, emeritierter römisch-katholischer Bischof von Mzuzu
- Ryan, John D. (1915–1983), US-amerikanischer General der United States Air Force
- Ryan, John Joseph (1927–2014), irischer Politiker
- Ryan, John Joseph Thomas (1913–2000), US-amerikanischer Geistlicher, römisch-katholischer Militärerzbischof der Vereinigten Staaten
- Ryan, John L. (1903–1976), US-amerikanischer Offizier, Generalleutnant der US-Army
- Ryan, John P. (1936–2007), US-amerikanischer Schauspieler
- Ryan, John R. (* 1945), US-amerikanischer Offizier, Vizeadmiral der US Navy
- Ryan, Johnny (* 1980), irischer Datenschutz-Aktivist
- Ryan, Jon (* 1981), kanadischer American-Football-Spieler und Canadian-Football-Spieler
- Ryan, Jonathan, irischer Schauspieler
- Ryan, Joseph (1879–1972), US-amerikanischer Ruderer
- Ryan, Joseph A., US-amerikanischer Offizier, Generalleutnant der US-Army
- Ryan, Joseph Francis (1897–1990), kanadischer Geistlicher
- Ryan, Joy, irische Filmproduzentin und Filmschauspielerin
- Ryan, Karen (* 1984), US-amerikanische Filmproduzentin
- Ryan, Kate (* 1980), belgische SängerinKate Ryan (* 1980)

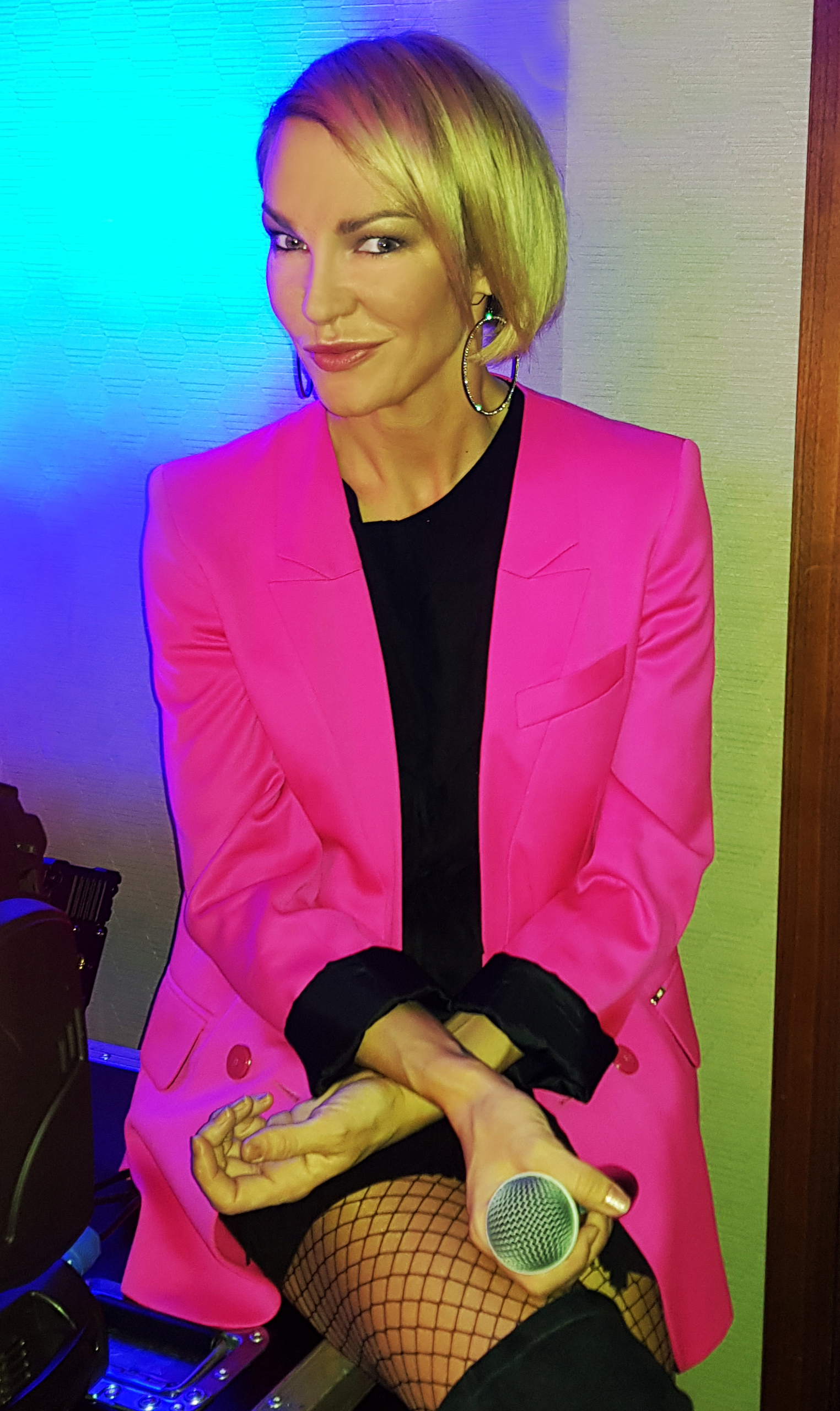
Kate Ryan (* 1980)

- Ryan, Katherine (* 1983), kanadische Komikerin, Autorin, Moderatorin und Schauspielerin
- Ryan, Kay (* 1945), US-amerikanische Dichterin
- Ryan, Kevin (* 1949), neuseeländischer Langstreckenläufer
- Ryan, Lance (* 1971), kanadischer Opernsänger (Tenor)
- Ryan, Lauren (* 1998), australische Langstreckenläuferin
- Ryan, Laurence (1931–2003), irischer Geistlicher, Bischof von Kildare und Leighlin
- Ryan, Lawrence Vincent (1923–2019), US-amerikanischer Philologe
- Ryan, Lee (* 1983), britischer Sänger
- Ryan, Leo J. (1925–1978), US-amerikanischer Politiker der Demokratischen ParteiLeo J. Ryan (1925–1978)

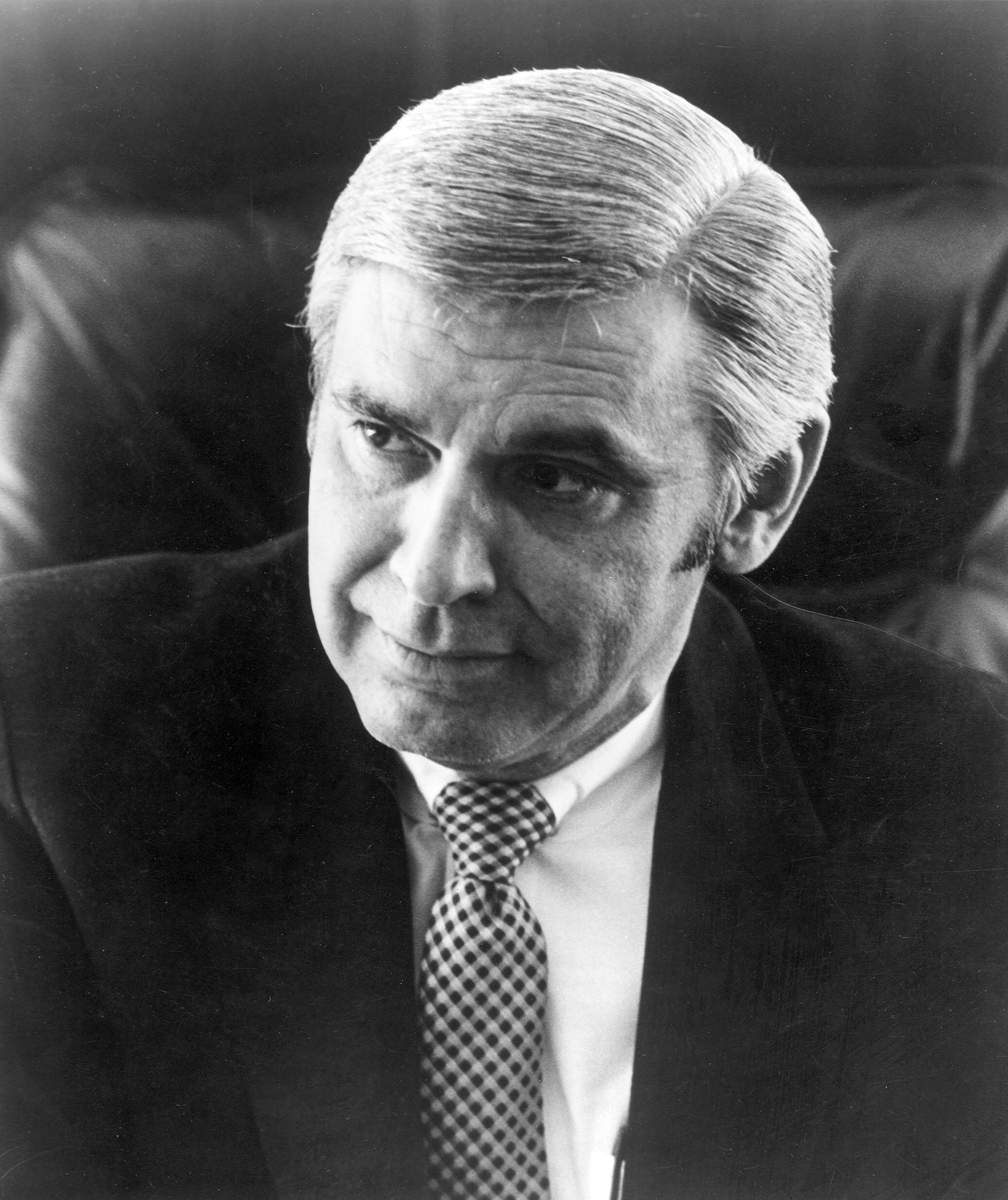
Leo J. Ryan (1925–1978)

- Ryan, Logan (* 1991), US-amerikanischer American-Football-Spieler
- Ryan, Luke (* 2004), australischer Beachvolleyballspieler
- Ryan, Madge (1919–1994), australische Schauspielerin
- Ryan, Marc (* 1982), neuseeländischer Bahn- und Straßenradrennfahrer
- Ryan, Marcelo (* 2002), brasilianischer Fußballspieler
- Ryan, Margaret A., US-amerikanische Juristin
- Ryan, Marion (1931–1999), britische Sängerin
- Ryan, Mark (* 1956), britischer Schauspieler
- Ryan, Mary (1898–1981), irische Politikerin (Fianna Fáil)
- Ryan, Mason (* 1982), walisischer Wrestler
- Ryan, Mathew (* 1992), australischer Fußballspieler
- Ryan, Matt (* 1981), britischer Schauspieler
- Ryan, Matt (* 1983), kanadischer Eishockeyspieler
- Ryan, Matt (* 1984), australischer Ruderer
- Ryan, Matt (* 1985), US-amerikanischer American-Football-Spieler
- Ryan, Matthew (* 1964), australischer Vielseitigkeitsreiter
- Ryan, Max (* 1967), britischer Schauspieler
- Ryan, Meg (* 1961), US-amerikanische SchauspielerinMeg Ryan (* 1961)

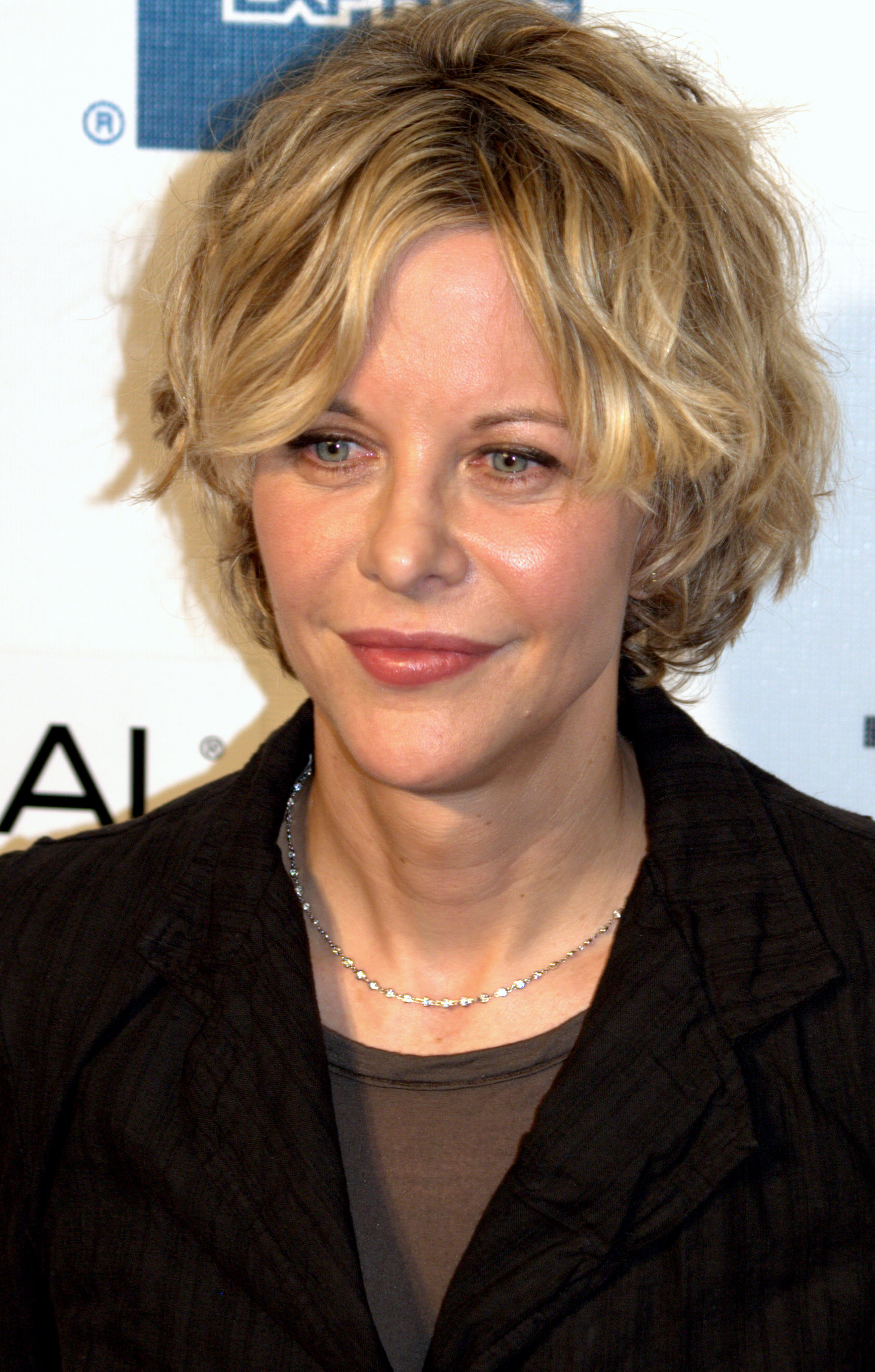
Meg Ryan (* 1961)

- Ryan, Melissa (* 1972), US-amerikanische Ruderin
- Ryan, Michael, australischer Footballfunktionär
- Ryan, Michael, kanadischer Schauspieler
- Ryan, Michael (* 1980), US-amerikanischer Eishockeyspieler und -trainer
- Ryan, Michael E. (* 1941), US-amerikanischer General der United States Air Force
- Ryan, Michelle (* 1984), britische Schauspielerin
- Ryan, Mike (* 1941), neuseeländischer Langstreckenläufer
- Ryan, Mitchell (1934–2022), US-amerikanischer Schauspieler
- Ryan, Nicky (* 1949), irischer Musikproduzent
- Ryan, Noel (1911–1969), australischer Schwimmer
- Ryan, Nolan (* 1947), US-amerikanischer Baseballspieler
- Ryan, Pam (* 1939), australische Hürdenläuferin, Sprinterin und Weitspringerin
- Ryan, Pat, US-amerikanisch-schwedischer Basketballtrainer und ehemaliger -spieler
- Ryan, Pat (1883–1964), US-amerikanischer Hammerwerfer
- Ryan, Pat (* 1982), US-amerikanischer Politiker
- Ryan, Patricia, irische Juristin
- Ryan, Patricia (* 1954), US-amerikanische Schriftstellerin
- Ryan, Patricia (* 1969), irische Politikerin
- Ryan, Patrick Joseph (1934–2006), US-amerikanischer Maler
- Ryan, Patty (1961–2023), deutsche Sängerin
- Ryan, Paul (1943–2013), US-amerikanischer Videokünstler
- Ryan, Paul (1948–1992), britischer Sänger, Songwriter, Musikproduzent
- Ryan, Paul (1949–2016), US-amerikanischer Comiczeichner
- Ryan, Paul (* 1970), US-amerikanischer Politiker (Republikanische Partei)Paul Ryan (* 1970)

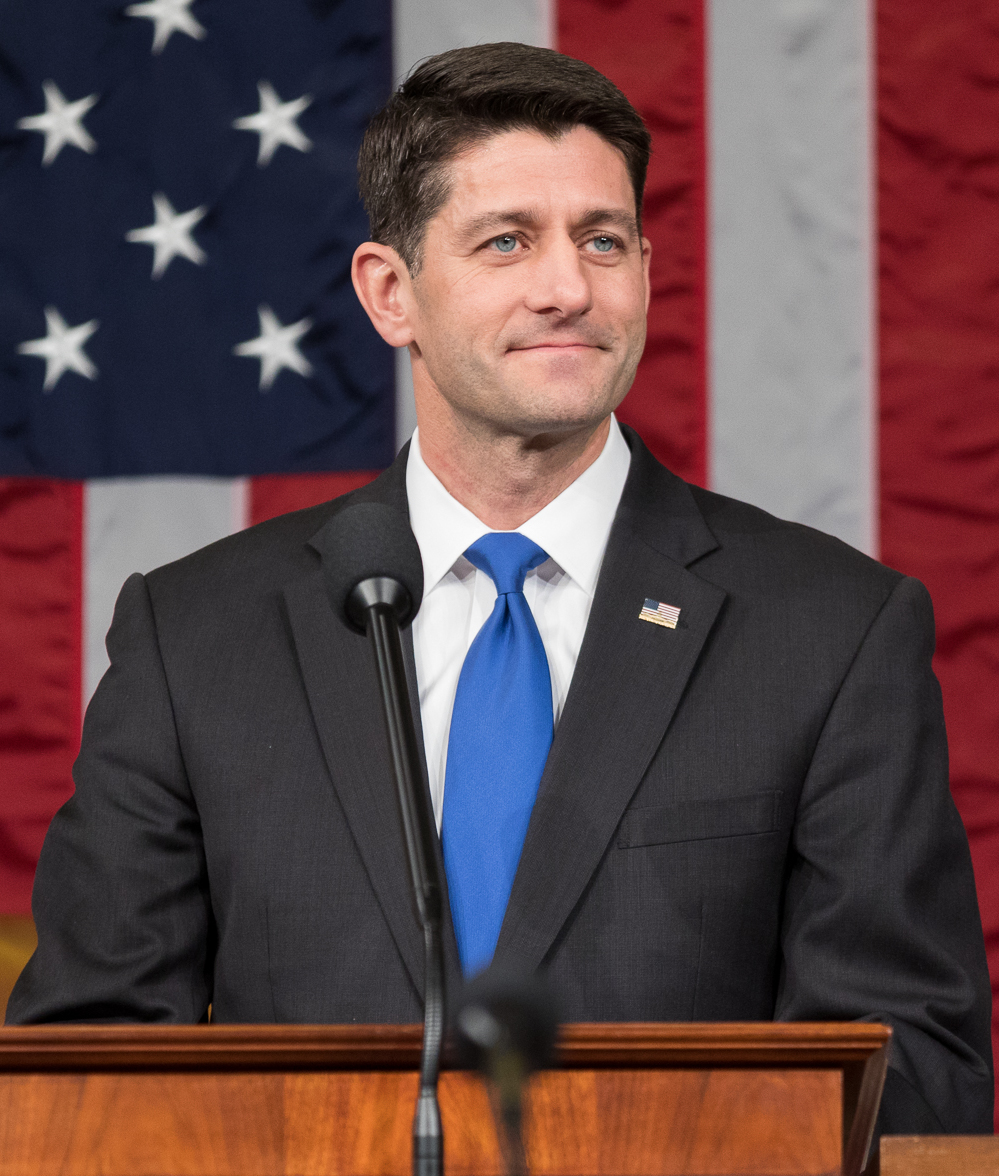
Paul Ryan (* 1970)

- Ryan, Paul (* 1970), britischer Biathlet
- Ryan, Penny (* 1960), kanadische Curlerin
- Ryan, Peter (1940–1962), kanadischer Rennfahrer
- Ryan, Peter G (* 1962), südafrikanischer Ornithologe und Naturschützer
- Ryan, Prestin (* 1980), kanadischer Eishockeyspieler
- Ryan, Richard (* 1946), irischer Diplomat
- Ryan, Richelle (* 1985), US-amerikanische PornodarstellerinRichelle Ryan (* 1985)

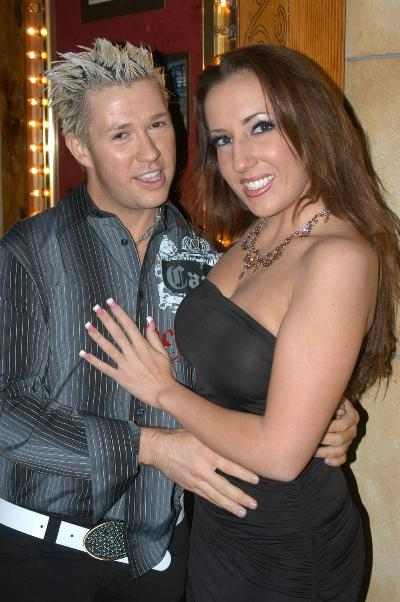
Richelle Ryan (* 1985)

- Ryan, Richie (1929–2019), irischer Politiker (Fine Gael), MdEP
- Ryan, Robbie (* 1970), irischer Kameramann
- Ryan, Robert (1909–1973), US-amerikanischer Schauspieler
- Ryan, Robert J. Sr. (1914–2003), US-amerikanischer Diplomat
- Ryan, Roderick T. (1924–2007), US-amerikanischer Kameramann und Ingenieur
- Ryan, Roma (* 1950), nordirische Schriftstellerin, Lyrikerin und Verfasserin von Songtexten
- Ryan, Ronald (1925–1967), australischer Verbrecher
- Ryan, Sandy (* 1993), englische Boxerin
- Ryan, Sarah (* 1977), australische Schwimmerin
- Ryan, Sean (* 1941), britischer Radrennfahrer
- Ryan, Seán (* 1943), irischer Politiker
- Ryan, Seán (* 1948), irischer Richter
- Ryan, Shawn (* 1966), US-amerikanischer Fernsehproduzent und DrehbuchautorShawn Ryan (* 1966)

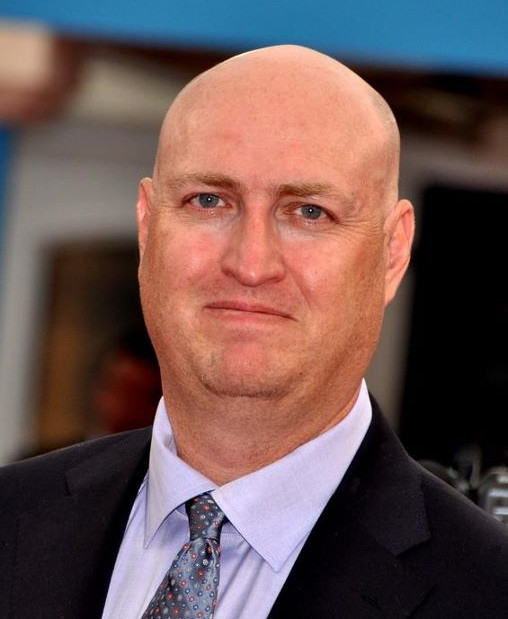
Shawn Ryan (* 1966)

- Ryan, Sheila (1921–1975), US-amerikanische Schauspielerin
- Ryan, Stephen Michael Vincent (1826–1896), kanadischer Ordensgeistlicher, römisch-katholischer Bischof von Buffalo
- Ryan, Sylvester Donovan (* 1930), US-amerikanischer Geistlicher, Altbischof von Monterey in California
- Ryan, Tayte (* 2006), australischer Radrennfahrer
- Ryan, Terry (1946–2007), US-amerikanische Autorin
- Ryan, Thomas (1837–1914), US-amerikanischer Politiker
- Ryan, Thomas Jefferson (1890–1968), US-amerikanischer Jurist und Politiker
- Ryan, Thomas Joseph (1876–1921), australischer Politiker und Premierminister in Queensland
- Ryan, Thomas Joseph (* 1942), kanadischer Buchautor
- Ryan, Tim (* 1973), amerikanischer Politiker der Demokratischen Partei
- Ryan, Tommy (1870–1948), US-amerikanischer Boxer
- Ryan, Tony (1936–2007), irischer Unternehmer
- Ryan, Vincent James (1884–1951), US-amerikanischer Geistlicher, Bischof von Bismarck
- Ryan, Walter d’Arcy (1870–1934), US-amerikanischer Lichtgestalter
- Ryan, William (1840–1925), US-amerikanischer Politiker
- Ryan, William (* 1988), australischer Segler
- Ryan, William Fitts (1922–1972), US-amerikanischer Offizier, Jurist und Politiker
- Ryan, William H. (1860–1939), US-amerikanischer Politiker
- Ryang, Chun-hwa (* 1991), nordkoreanische Gewichtheberin
- Ryang, Hyon-ju (* 1998), nordkoreanischer Fußballspieler
- Ryang, Myong-il (* 1987), nordkoreanischer Fußballspieler
- Ryang, Yong-gi (* 1982), nordkoreanischer Fußballspieler
- Ryans, DeMeco (* 1984), US-amerikanischer American-Football-Trainer und -Spieler
- Ryas, Aljaksej (* 1987), belarussischer Fußballspieler

### Ryb
- Ryb, Eugeniusz (1859–1924), polnisch-ukrainischer Violinist, Komponist, Dirigent und Musikpädagoge
- Ryba, Alica (* 1982), deutsche Wirtschaftspsychologin, Coach und Fachbuchautorin
- Ryba, Franz (1867–1918), tschechischer Geologe und Paläontologe
- Ryba, Franz (1910–1987), deutscher Politiker (CDU), MdL
- Ryba, Jakub Jan (1765–1815), böhmischer Lehrer, Kantor und Komponist
- Ryba, Michael (1947–2014), deutscher Grafiker, Illustrator, Autor, bildender Künstler und Kunstdozent
- Ryback (Wrestler) (* 1981), US-amerikanischer Wrestler
- Ryback, Issachar Ber (1897–1935), russisch-französischer Maler
- Ryback, Timothy W. (* 1954), US-amerikanischer Historiker, Publizist
- Rybacki, Julien (* 1995), deutscher Fußballspieler
- Rybak, Alan (* 2006), polnischer Fußballspieler
- Rybak, Alexander (* 1986), belarussisch-norwegischer Sänger, Violinist, Komponist und Schauspieler
- Rybak, Igor Michailowitsch (1934–2005), sowjetischer Gewichtheber
- Rybak, Józef (* 1960), litauischer Politiker
- Rybak, Natan (1913–1978), ukrainisch-sowjetischer Dichter und sozialistisch-realistischen Schriftsteller jüdischer Herkunft
- Rybak, Tadeusz (1929–2017), polnischer Geistlicher, römisch-katholischer Bischof von Legnica
- Rybak, Wolodymyr (* 1946), ukrainischer Politiker
- Rybak, Wolodymyr (1971–2014), ukrainischer Lokalpolitiker
- Rybakina, Jelena (* 1999), russisch-kasachische TennisspielerinJelena Rybakina (* 1999)

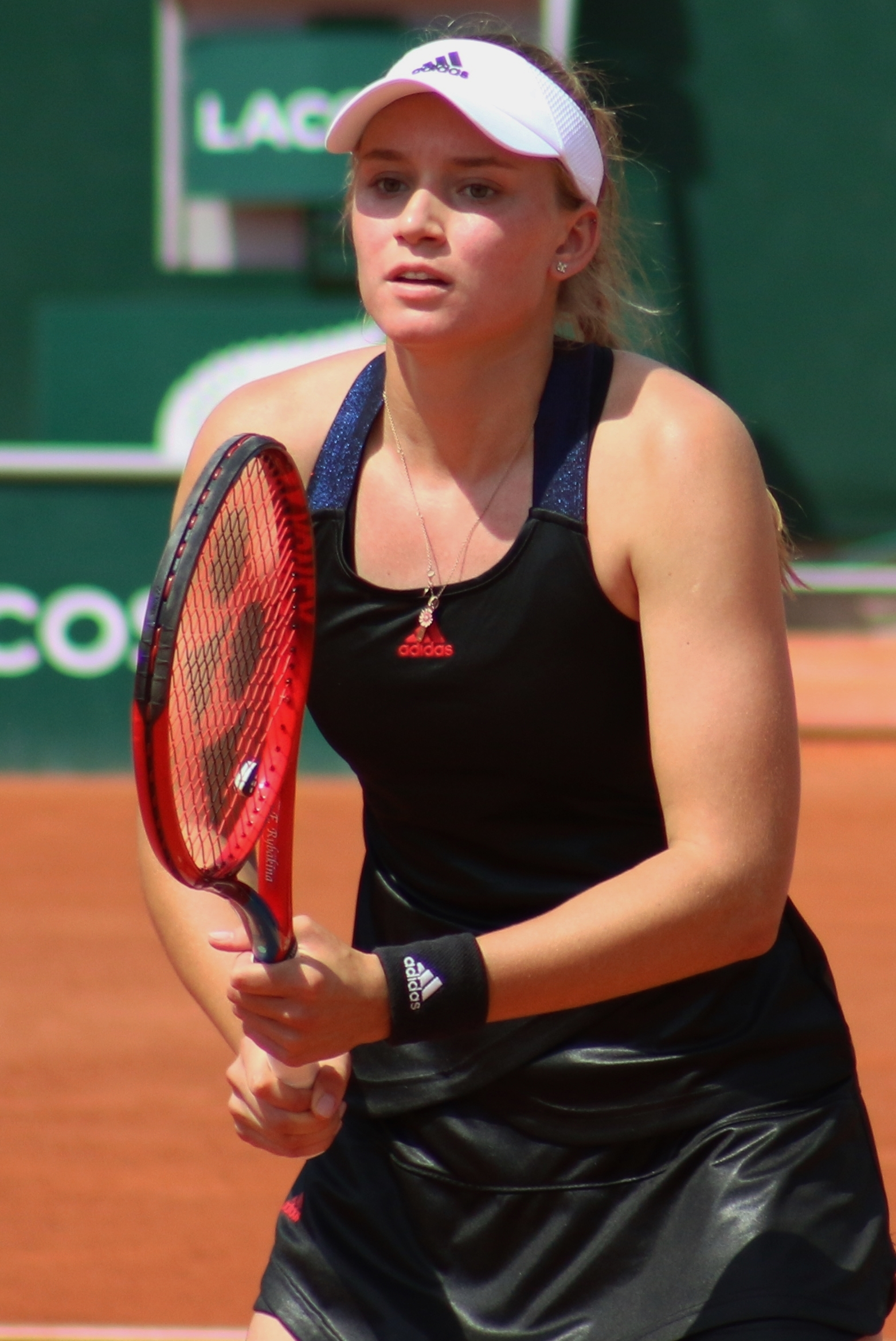
Jelena Rybakina (* 1999)

- Rybakou, Andrej (* 1982), belarussischer Gewichtheber
- Rybakov, Alex (* 1997), US-amerikanischer Tennisspieler
- Rybakova, Maria (* 1973), russische Autorin
- Rybakovas, Edgaras (* 1991), litauischer Eishockeyspieler
- Rybakow, Alexander Wiktorowitsch (* 1985), russischer Eishockeyspieler
- Rybakow, Alexander Wladimirowitsch (* 1988), russischer Bahn- und Straßenradrennfahrer
- Rybakow, Anatoli Naumowitsch (1911–1998), russischer Schriftsteller
- Rybakow, Boris Alexandrowitsch (1908–2001), sowjetischer Historiker und Archäologe
- Rybakow, Jaroslaw Wladimirowitsch (* 1980), russischer Hochspringer
- Rybakow, Jewgeni Nikolajewitsch (* 1985), russischer Langstreckenläufer
- Rybakow, Nikolai Igorewitsch (* 1978), russischer Politiker und Umweltaktivist
- Rybakow, Sergei (1956–2023), russischer Handballspieler und -trainer
- Rybakow, Wiktor Georgijewitsch (* 1956), sowjetischer Boxer
- Rybakow, Wladimir Metschislawowitsch (1947–2018), russischer Schriftsteller, Journalist und Herausgeber
- Rybakowa, Natalja (* 1981), kasachische Eisschnellläuferin
- Rybakowicz, Adam (* 1984), polnischer Politiker (Ruch Palikota), Mitglied des Sejm
- Rybakowski, Natascha (* 1968), deutsche Synchronsprecherin
- Rybalka, Serhij (* 1990), ukrainischer Fußballspieler
- Rybalko, Maxim Wiktorowitsch (* 1986), russischer Eishockeyspieler
- Rybalko, Michail Wladimirowitsch (1956–1979), sowjetischer Militärpilot und Fliegeroffizier
- Rybalko, Pawel Semjonowitsch (1894–1948), sowjetischer MarschallPawel Semjonowitsch Rybalko (1894–1948)

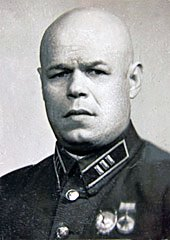
Pawel Semjonowitsch Rybalko (1894–1948)

- Rybalko, Sergei (1938–1989), sowjetischer Ringer
- Rybalko, Walentina Lawrentjewna (1918–1991), sowjetische Bildhauerin und Hochschullehrerin
- Rybalko, Wiktorija (* 1982), ukrainische Weitspringerin
- Rybalowa, Darja (* 1988), kasachische Freestyle-Skierin
- Rybaltschenko, Kostjantyn (* 1979), ukrainischer Squashspieler
- Rybanská, Nataša (* 2000), slowakisch-ungarische Wasserballspielerin
- Rybanská, Nikola (* 1995), slowakische Fußballspielerin
- Rybár, Pavol (* 1971), slowakischer Eishockeytorwart
- Rybarczyk, Günther (* 1951), deutscher Fußballspieler
- Rybarczyk, Heinz (* 1926), deutscher Fußballspieler
- Rybarczyk, Slawomir (* 1976), deutscher American-Football-Spieler
- Rybáriková, Magdaléna (* 1988), slowakische Tennisspielerin
- Rybárová, Veronika (* 1993), slowakische Fußballspielerin
- Rybatschenko, Anastassija Alexandrowna (* 1991), politische Aktivistin und ehemalige Sprecherin der Bewegung „Solidarnost“
- Rybatschok, Anastassija (* 1998), ukrainische Kanutin
- Rybatschuk, Ada (1931–2010), sowjetisch-ukrainische Malerin, Grafikerin, Bildhauerin und Architektin
- Rybatschuk, Oleh (* 1958), ukrainischer Politiker
- Rybatzki, Volker (1957–2018), deutscher Sprachwissenschaftler
- Rybczynski, Natalia (* 1971), kanadische Paläontologin und Hochschullehrerin
- Rybczynski, Tadeusz (1923–1998), polnisch-englischer Wirtschaftswissenschaftler
- Rybczyński, Zbigniew (* 1949), polnischer Experimentalfilmer und Kameramann
- Ryberg, Anna Siess (* 2003), dänische BadmintonspielerinAnna Siess Ryberg (* 2003)

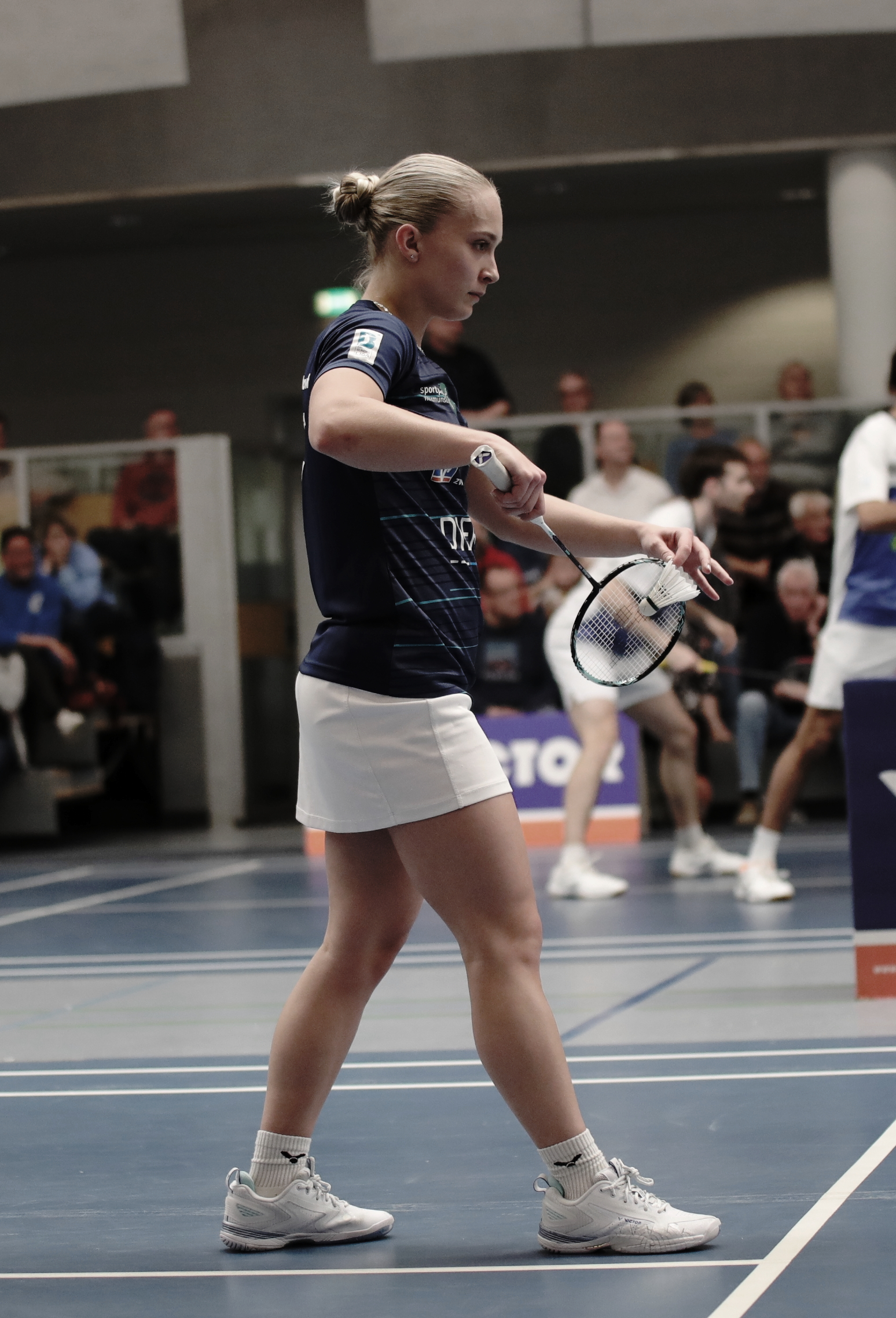
Anna Siess Ryberg (* 2003)

- Ryberg, Carl (1854–1929), dänischer Kaufmann und Inspektor in Grönland
- Ryberg, Niels (1725–1804), dänischer Kaufmann, Reeder und Gutsbesitzer
- Rybicka, Anna (* 1977), polnische Florettfechterin
- Rybicka, Natalia (* 1986), polnische Schauspielerin
- Rybicki, Arkadiusz (1953–2010), polnischer Politiker, Mitglied des Sejm, und Autor
- Rybicki, Feliks (1899–1978), polnischer Komponist, Pianist und Dirigent sowie Musikpädagoge
- Rybicki, Jerzy (* 1953), polnischer Boxer
- Rybicki, Sławomir (* 1960), polnischer Politiker, Mitglied des Sejm
- Rybiczka, Anja (* 1968), deutsche Synchronsprecherin und Sängerin (Sopran)
- Rybin, Maxim Wjatscheslawowitsch (* 1981), russischer Eishockeyspieler
- Rybin, Pjotr Antonowitsch (1885–1921), russischer Anarchist
- Rybin, Steven (* 1979), US-amerikanischer Filmwissenschaftler und Autor
- Rybin, Wolodymyr (* 1980), ukrainischer Radrennfahrer
- Rybiński, Jacek († 1782), polnischer Zisterzienser, Abt des Klosters Oliva
- Rybinski, Leo von (1817–1904), polnisch-deutscher Rittergutsbesitzer und Politiker, MdR
- Rybiński, Maciej (1784–1874), polnischer General
- Rybisch, Heinrich (1485–1544), deutscher Stadtschreiber, Syndikus der Stadt Breslau, Rat des böhmischen Königs Königs Ferdinand I.
- Rybisch, Seyfried (1530–1584), deutscher Kaiserlicher Rat und Gelehrter
- Rybka, Oleksandr (* 1987), ukrainischer Fußballspieler
- Rybkin, Iwan Petrowitsch (* 1946), russischer Politiker, Präsident der Duma (1994–1996)
- Rybkina, Jelena Wladimirowna (* 1964), sowjetische und russische Badmintonspielerin
- Rybkowski, Jan (1912–1987), polnischer Theater- und später Filmregisseur
- Rybkowski, Katharina (* 1982), deutsche Eiskunstläuferin
- Rybnický, Jakub Kryštof (1583–1639), tschechischer Komponist
- Rybnikow, Alexei Lwowitsch (* 1945), russischer Komponist
- Rybnikow, Konstantin Alexejewitsch (1913–2004), sowjetisch-russischer Mathematiker, Wissenschaftshistoriker und Hochschullehrer
- Rybnikow, Nikolai Nikolajewitsch (1930–1990), russischer Schauspieler
- Rybnizki, Jewgeni Wiktorowitsch (* 1989), russischer Eishockeyspieler
- Rybolowlew, Dmitri Jewgenjewitsch (* 1966), russischer Unternehmer und Sportsponsor
- Ryborn, Patrick (* 1965), schwedischer Filmproduzent
- Rybová, Linda (* 1975), tschechische Schauspielerin und ModelLinda Rybová (* 1975)

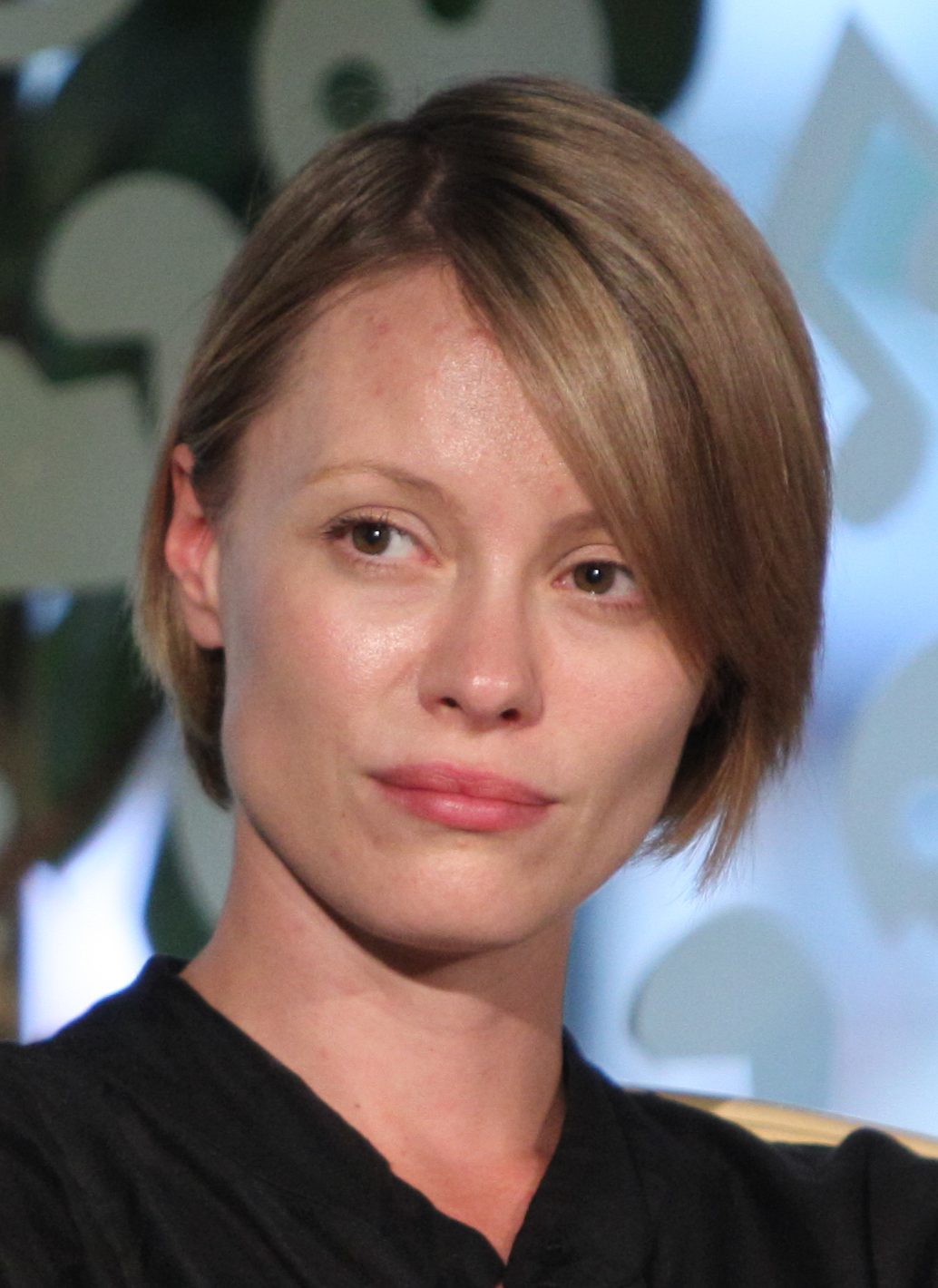
Linda Rybová (* 1975)

- Rybová, Pavla (* 1978), tschechische Leichtathletin (Stabhochspringerin)
- Rybrink, Josefine (* 1998), schwedische Fußballspielerin
- Rybtschinski, Dmitri Dmitrijewitsch (* 1998), russischer Fußballspieler
- Rybtschynskyj, Jurij (* 1945), ukrainischer Dichter, Dramatiker und Drehbuchautor
- Rybus, Maciej (* 1989), polnischer Fußballspieler

### Ryc
- Rycembel, Eliza (* 1992), polnische Schauspielerin
- Rych, Jakob (Schultheiss, vor 1291), Schweizer Schultheiss
- Rych, Jakob (Schultheiss, vor 1380), Schweizer Schultheiss
- Rych, Louise († 1487), Schweizer Dominikanerin
- Rych, Peter, Schweizer Abt
- Rychel, Kerby (* 1994), US-amerikanisch-kanadischer Eishockeyspieler
- Rychel, Warren (* 1967), kanadischer Eishockeyspieler, -trainer und -funktionär
- Rychen, Albrecht (1948–2025), Schweizer Politiker
- Rychen, Roger (* 1991), Schweizer Schwinger
- Rychetský, Pavel (* 1943), tschechischer Jurist und Politiker
- Rychkov, Vyacheslav (* 1975), russisch-US-amerikanischer Mathematiker
- Rychlewicz, Wojciech (1903–1964), polnischer Diplomat
- Rychlík, Jan (1916–1964), tschechischer Komponist
- Rychlik, Józef (* 1946), polnischer Komponist und Musikpädagoge
- Rychlik, Otmar (* 1956), österreichischer Kunsthistoriker, Publizist, Sammler und Kurator
- Rychlik, Reinhard (* 1952), Mediziner und Gesundheitsökonom
- Rychlo, Petro (* 1950), ukrainischer Germanist und Hochschullehrer
- Rychly, Joachim (* 1948), deutscher Zellbiologe
- Rychly, Reinhard (* 1951), deutscher Gerätturner
- Rychly, Yvonne (* 1965), österreichische Politikerin (SPÖ), Landtagsabgeordnete
- Rychner, Antoinette (* 1979), Schweizer Schriftstellerin
- Rychner, Hans (1813–1869), Schweizer Architekt
- Rychner, Jean (1916–1989), Schweizer Romanist und Mediävist
- Rychner, Johann Jakob (1803–1878), Schweizer Veterinär
- Rychner, Max (1897–1965), Schweizer Schriftsteller und Journalist
- Rychnovsky, Ernst (1879–1934), österreichisch-böhmischer Musikwissenschaftler und Journalist
- Rychter, Bartłomiej (* 1978), polnischer Schriftsteller
- Rychter, Lee (* 1977), Schweizer Schauspieler
- Rychter, Tadeusz (1870–1943), polnischer Porträt- und Genremaler
- Rychtorow, Sergei Alexandrowitsch (* 2002), russischer E-Sportler
- Ryck, Eugen de (* 1963), deutscher Gitarrist und Songwriter
- Ryck, Francis (1920–2007), französischer Schriftsteller
- Ryckaert, David († 1661), flämischer Maler
- Ryckeboer-Charrier, Sophie (* 1964), französische Fußballspielerin
- Ryckwaert, Cornelis († 1693), niederländischer Baumeister und Ingenieur
- Rycroft, Carter (* 1977), kanadischer Curler
- Rycroft, Mark (* 1978), kanadischer Eishockeyspieler
- Rycroft, William Henry (1861–1925), britischer Offizier und Kolonialgouverneur in Nord-Borneo
- Rycroft-Maler, attisch-schwarzfiguriger Vasenmaler
- Ryczan, Kazimierz (1939–2017), polnischer Geistlicher, römisch-katholischer Bischof von Kielce

### Ryd
- Ryd, Elize (* 1984), schwedische SängerinElize Ryd (* 1984)

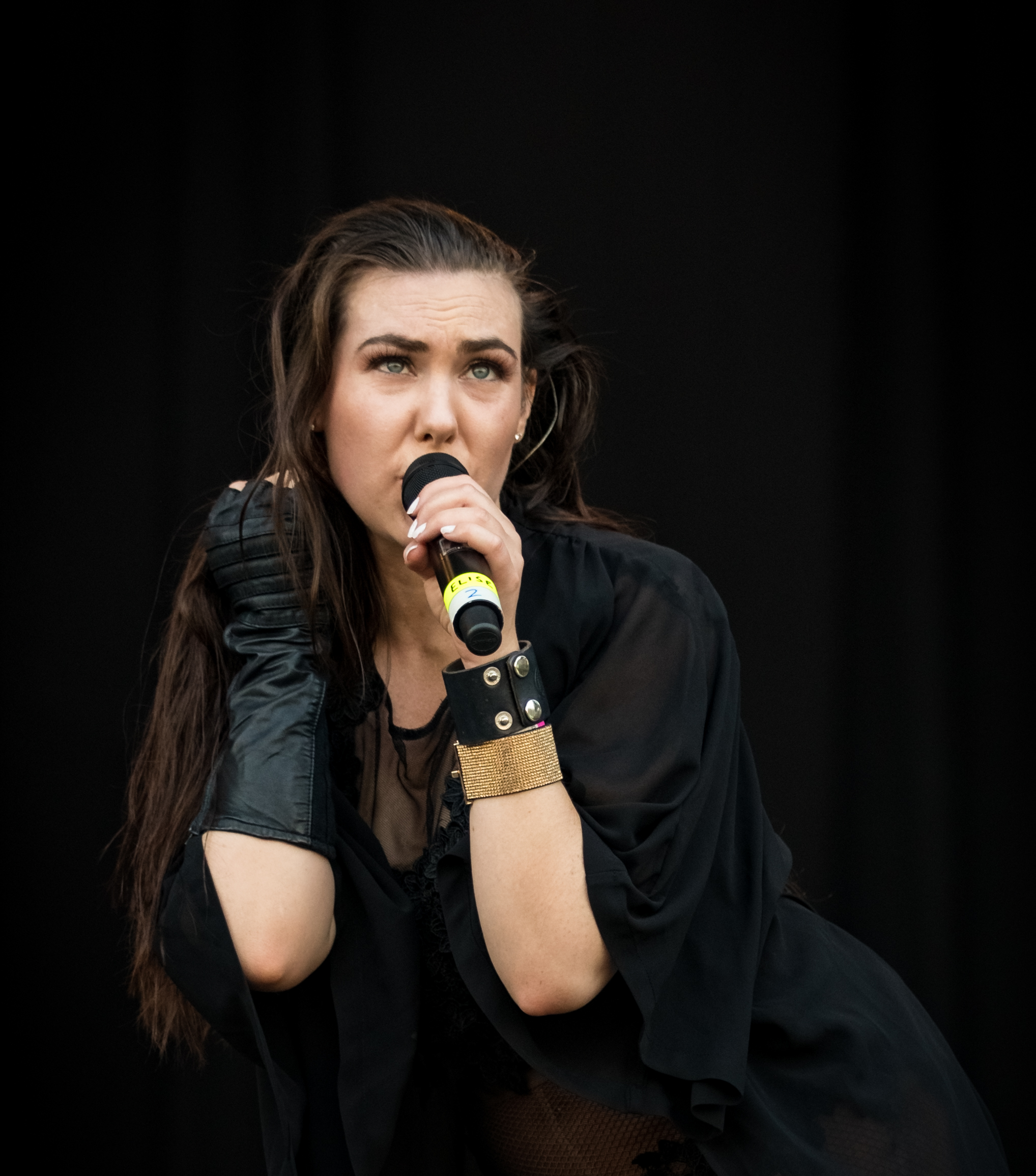
Elize Ryd (* 1984)

- Rydberg, Anders (1903–1989), schwedischer Fußballtorhüter
- Rydberg, Ernfrid (1896–1976), schwedischer Stabhochspringer
- Rydberg, Gunnar (1900–1985), schwedischer Fußballspieler
- Rydberg, Gustaf (1835–1933), schwedischer Landschaftsmaler der Düsseldorfer Schule
- Rydberg, Johannes (1854–1919), schwedischer Physiker
- Rydberg, Per Axel (1860–1931), schwedischer Botaniker
- Rydberg, Viktor (1828–1895), schwedischer Schriftsteller
- Ryde, Jessica (* 1994), schwedische Handballspielerin
- Rydel, Adam (1872–1914), polnischer Neurologe und Psychiater
- Rydel, Lucjan (1870–1918), polnischer Lyriker und Dramatiker
- Rydell, Bobby (1942–2022), US-amerikanischer Sänger und Entertainer
- Rydell, Ewa (* 1942), schwedische Turnerin
- Rydell, Ingvar (1922–2013), schwedischer Fußballspieler
- Rydell, Kimberly (* 1991), austroamerikanische Schauspielerin und Sängerin
- Rydell, Mark (* 1929), US-amerikanischer Filmregisseur, Produzent und SchauspielerMark Rydell (* 1929)

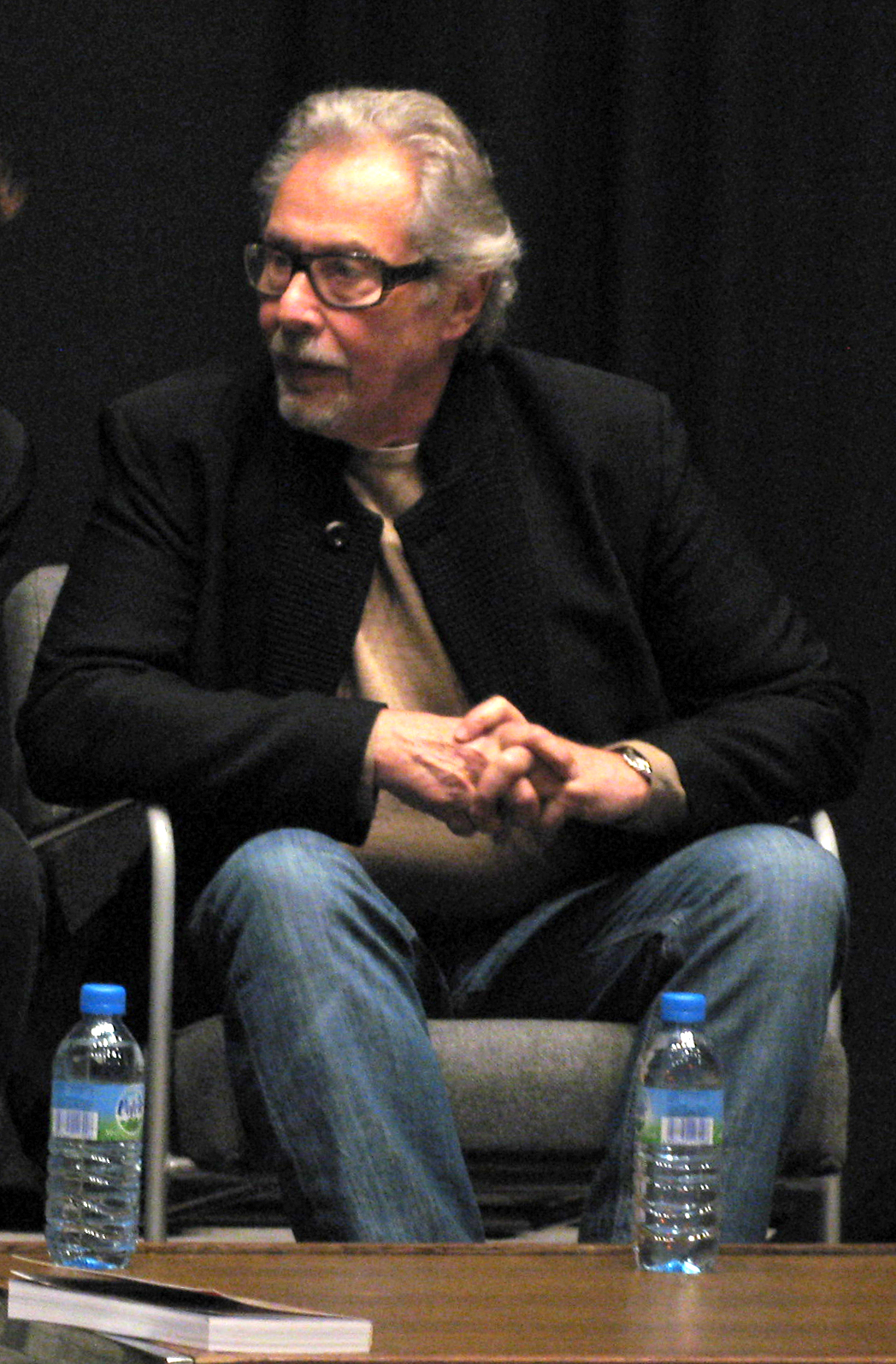
Mark Rydell (* 1929)

- Rydell, Rickard (* 1967), schwedischer Automobilrennfahrer
- Rydell, Sven (1905–1975), schwedischer Fußballspieler
- Ryden, Mark (* 1963), amerikanischer Maler und Illustrator
- Rydén, Susanne (* 1962), schwedische Opernsängerin (Sopran)
- Rydén, Vassula (1942–2024), ägyptische Autorin, Christin mit religiösen VisionenVassula Rydén (1942–2024)

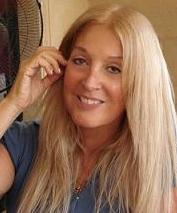
Vassula Rydén (1942–2024)

- Ryder, Aaron, US-amerikanischer Filmproduzent
- Ryder, Albert Pinkham (1847–1917), US-amerikanischer Maler
- Ryder, Carl (1858–1923), dänischer Marineoffizier und Polarforscher
- Ryder, Carl Siegfred (1859–1921), dänischer Kaufmann
- Ryder, Charles W. (1892–1960), US-amerikanischer Armee-General
- Ryder, Chris (* 1980), englischer Squashspieler
- Ryder, Don, Baron Ryder of Eaton Hastings (1916–2003), britischer Geschäftsmann und Labour Peer
- Ryder, Donald J., US-amerikanischer Major General der United States Army
- Ryder, Douglas (* 1971), südafrikanischer Radrennfahrer
- Ryder, Dudley, 1. Earl of Harrowby (1762–1847), britischer Politiker
- Ryder, Dudley, 2. Earl of Harrowby (1798–1882), britischer Politiker, Mitglied des House of Commons und Peer
- Ryder, Dudley, 3. Earl of Harrowby (1831–1900), britischer Politiker der Conservative Party, Mitglied des House of Commons und Peer
- Ryder, Fridtjof, deutsch-britischer Filmemacher
- Ryder, Guy (* 1956), britischer Gewerkschafter, UN-Beamter, Direktor der ILO
- Ryder, James A. (1913–1997), US-amerikanischer Unternehmer und Gründer von Ryder System
- Ryder, Lisa (* 1970), kanadische Schauspielerin
- Ryder, Loren L. (1900–1985), US-amerikanischer Tontechniker
- Ryder, Margaret Susan Ryder, Baroness († 2000), britische Philanthropin
- Ryder, Mark (* 1989), britischer Schauspieler
- Ryder, Maxine (* 1960), englisch-australische Bildhauerin in München (seit 1997)
- Ryder, Michael (* 1980), kanadischer Eishockeyspieler
- Ryder, Mitch (* 1945), US-amerikanischer Rocksänger
- Ryder, Pat, Major General der U.S. Air Force und Pressesekretär des Pentagon
- Ryder, Richard (* 1940), britischer Psychologe und Tierrechtler
- Ryder, Richard, Baron Ryder of Wensum (* 1949), britischer Politiker (Conservative Party), Mitglied des House of Commons
- Ryder, Sam (* 1989), britischer Sänger und Singer-SongwriterSam Ryder (* 1989)

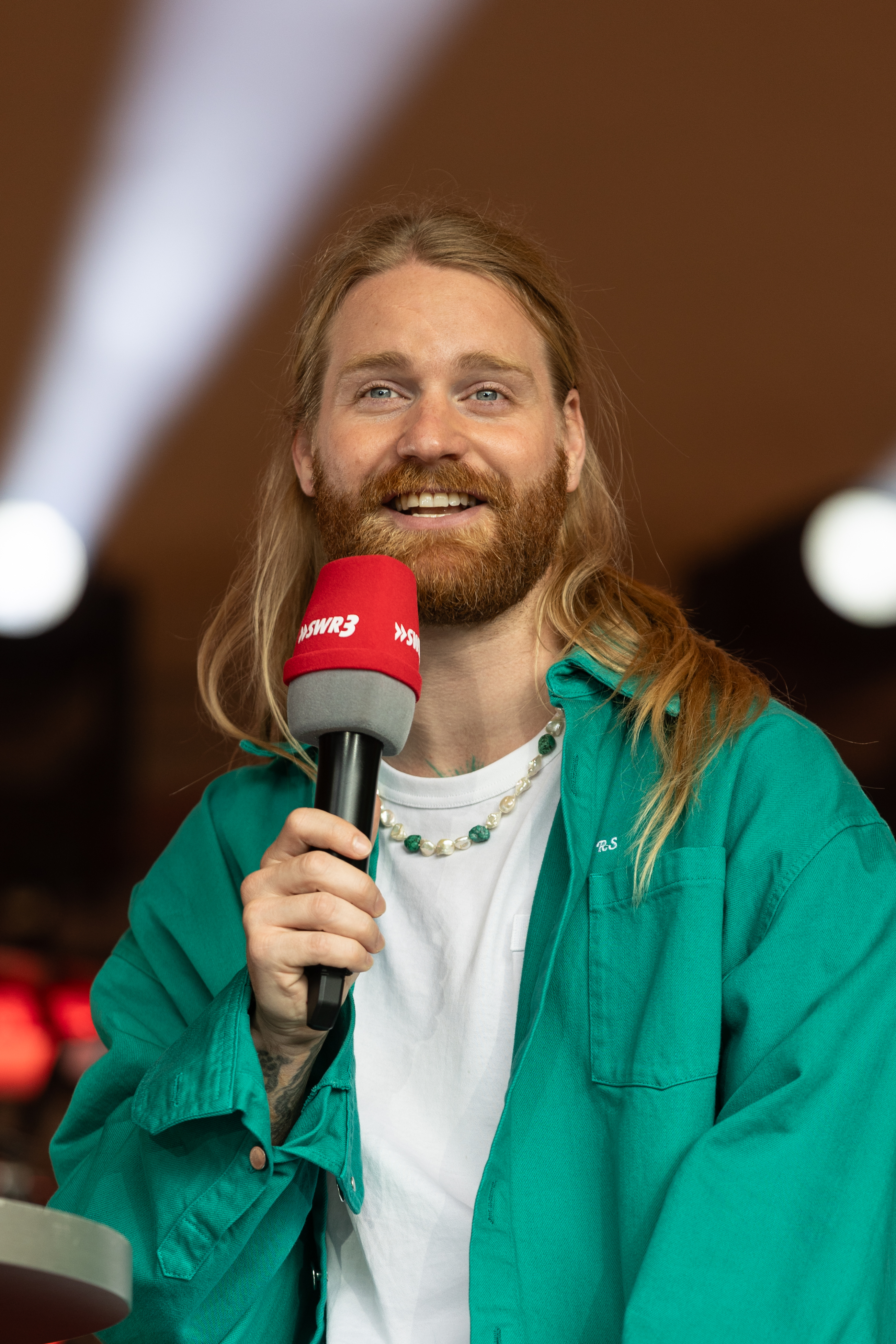
Sam Ryder (* 1989)

- Ryder, Samuel (1858–1936), britischer Samenhändler
- Ryder, Serena (* 1983), kanadische Sängerin und Gitarristin
- Ryder, Shaun (* 1962), britischer Sänger
- Ryder, Talia (* 2002), US-amerikanische Film- und Theaterschauspielerin
- Ryder, Theodore (1916–1993), US-amerikanischer Patient, Langzeitüberlebender Diabetes-Patient, der zu den ersten Patienten zählte, die mit Insulin behandelt wurden
- Ryder, Winona (* 1971), US-amerikanische SchauspielerinWinona Ryder (* 1971)

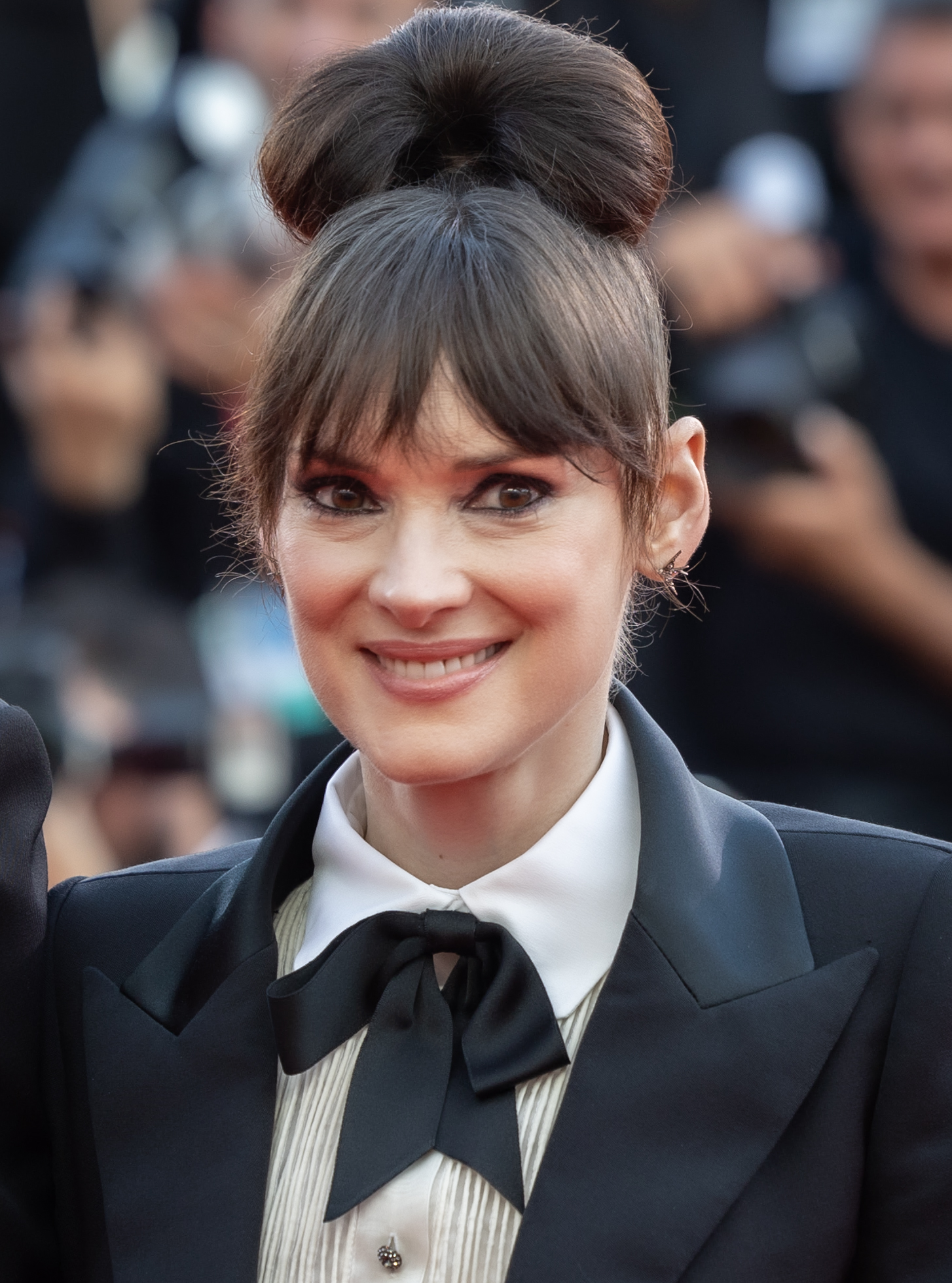
Winona Ryder (* 1971)

- Ryder, Worth (1884–1960), US-amerikanischer Maler
- Rydergård, Gustav (* 1984), schwedischer Handballspieler
- Ryderstedt, Michael (* 1984), schwedischer Tennisspieler
- Rydfjäll, Iza (* 1992), schwedische Unihockeyspielerin
- Rydgren, Jens (* 1969), schwedischer politischer Soziologe
- Rydh, Hanna (1891–1964), schwedische Prähistorikerin, Politikerin, Mitglied des Riksdag und Frauenrechtlerin
- Rydicher, Mads (* 1987), dänischer Radrennfahrer
- Rydicher, Per (* 1950), dänischer Radrennfahrer
- Rydin, Axel (1887–1971), schwedischer Segler
- Ryding, Dave (* 1986), britischer Skirennläufer
- Ryding, Edvin (* 2003), schwedischer Schauspieler
- Ryding, Graham (* 1975), kanadischer Squashspieler
- Ryding, Yvonne (* 1962), schwedisches Model
- Rydingsvard, Ursula von (* 1942), US-amerikanische Bildhauerin
- Rydl, Kurt (* 1947), österreichischer Opernsänger (Bass)
- Rýdl, Radek (* 2001), tschechischer Skispringer
- Rydlewicz, René (* 1973), deutscher Fußballfunktionär, -spieler und -trainerRené Rydlewicz (* 1973)

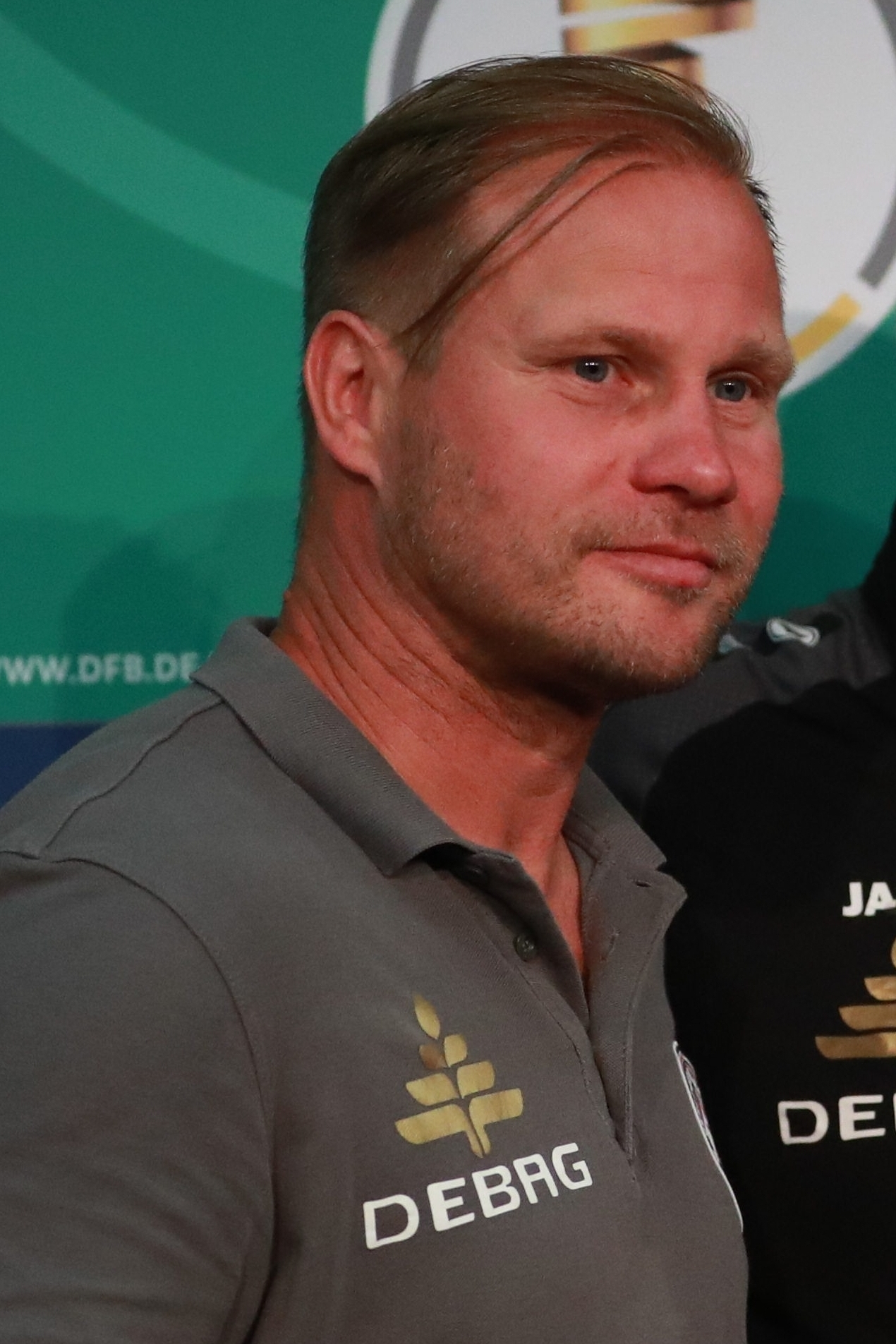
René Rydlewicz (* 1973)

- Rydlewski, Birgit (* 1970), deutsche Politikerin (Piratenpartei)
- Rydlewski, Radosław (* 1971), polnischer Tenor
- Rydman, Arvid (1884–1953), finnischer Turner
- Rydman, Wille (* 1986), finnischer Politiker
- Rydmark, Daniel (* 1970), schwedischer Eishockeyspieler
- Rydqvist, Maria (* 1983), schwedische Skilangläuferin
- Rydstrand, Ola (* 1955), schwedischer Fußballspieler
- Rydstrøm, Arthur (1896–1986), norwegischer Turner
- Rydstrom, Gary (* 1959), US-amerikanischer Tontechniker und Animationsregisseur
- Rydström, Henrik (* 1976), schwedischer Fußballspieler
- Rydstrøm-Poulsen, Aage (* 1951), dänischer Theologe und Hochschullehrer
- Rydval, František (* 1946), tschechoslowakischer Skispringer
- Rydygier, Ludwik (1850–1920), deutsch-polnischer Chirurg
- Rydz, Aneta (* 1994), polnische Hochspringerin
- Rydz, Callan (* 1998), englischer Dartspieler
- Rydz, Franz (1927–1989), deutscher Sportfunktionär
- Rydz, Małgorzata (* 1967), polnische Leichtathletin
- Rydz-Śmigły, Edward (1886–1941), polnischer Politiker, Marschall von Polen, Maler und DichterEdward Rydz-Śmigły (1886–1941)

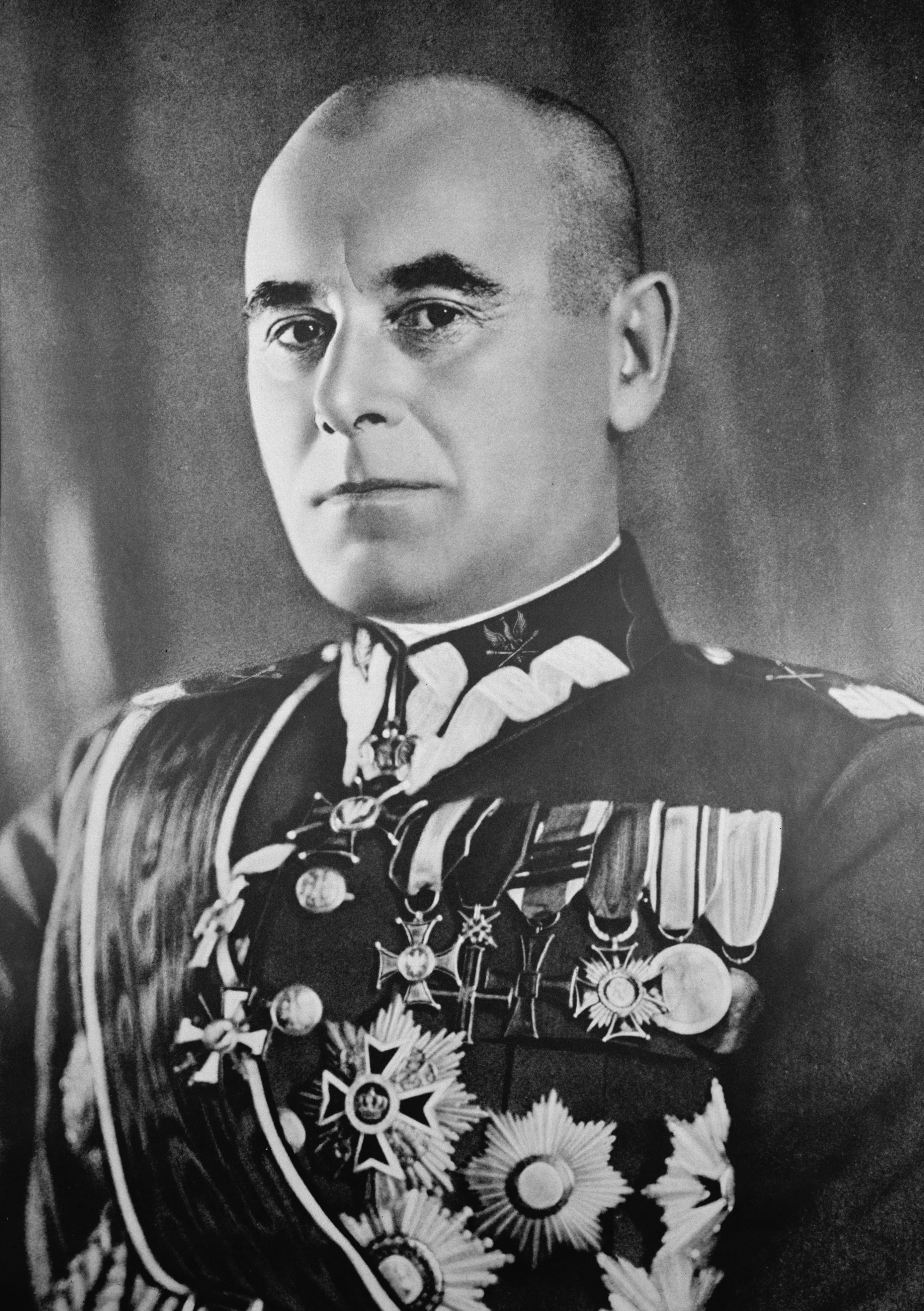
Edward Rydz-Śmigły (1886–1941)

- Rydze, Richard (1950–2023), US-amerikanischer Wasserspringer
- Rydzek, Coletta (* 1997), deutsche Skilangläuferin
- Rydzek, Johannes (* 1991), deutscher Nordischer Kombinierer
- Rydzewski, Anton von (1836–1913), russischer Bergsteiger
- Rydzewski, Sieghardt (* 1953), deutscher Politiker (SPD, AfD, BD), MdL
- Rydzoń, Stanisław (* 1950), polnischer Politiker, Mitglied des Sejm
- Rydzyk, Tadeusz (* 1945), polnischer Redemptoristen-Pater und MedienunternehmerTadeusz Rydzyk (* 1945)

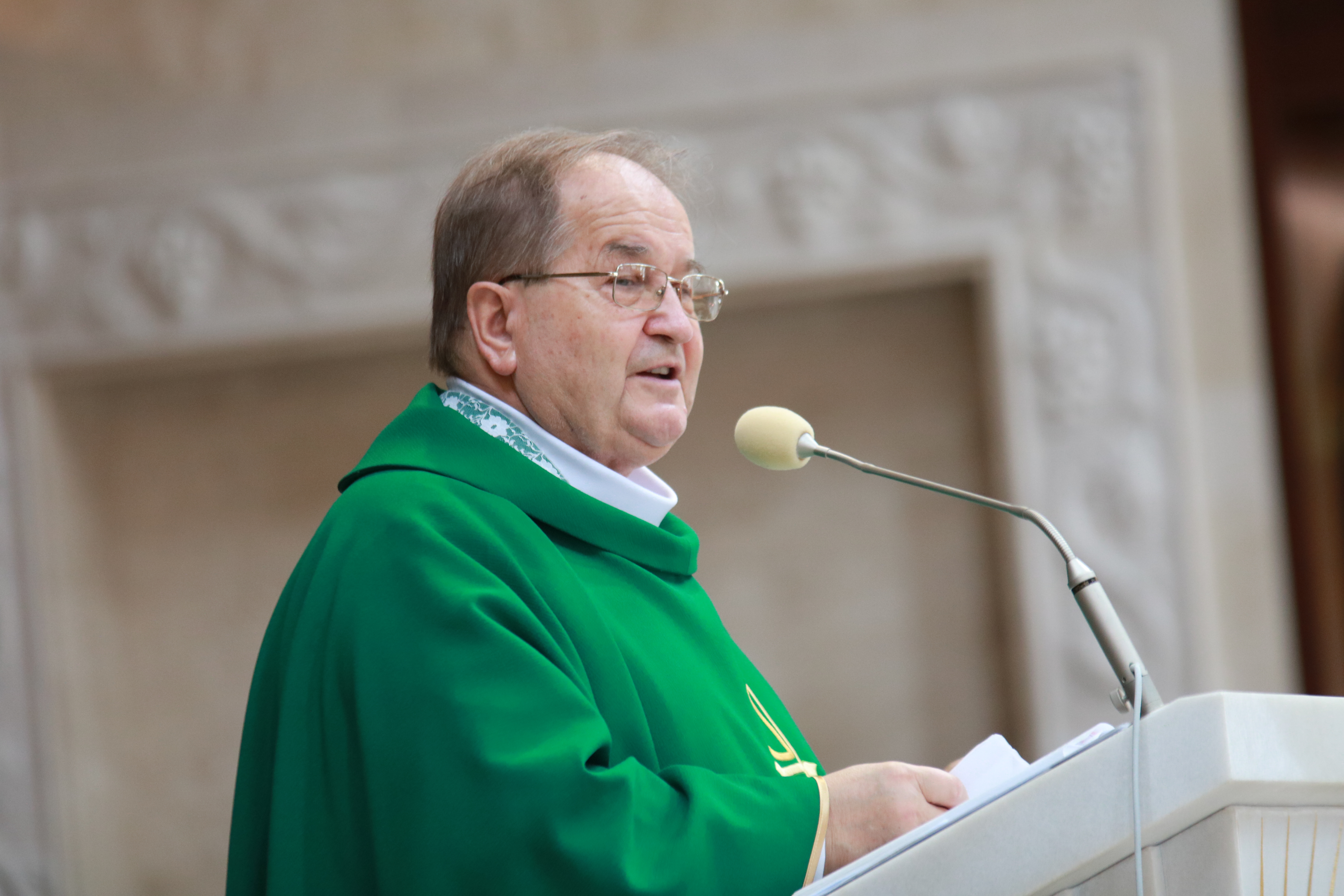
Tadeusz Rydzyk (* 1945)

### Rye
- Rye, Ferdinand de (1550–1636), burgundischer Prälat, Erzbischof von Besançon
- Rye, Forest (1910–1988), US-amerikanischer Country-Sänger
- Rye, Joseph, britischer Schauspieler in Film und Fernsehen
- Rye, Louis de († 1550), Bischof von Genf
- Rye, Michael (1918–2012), US-amerikanischer Synchronsprecher
- Rye, Philibert de († 1556), Bischof von Genf
- Rye, Preben Lerdorff (1917–1995), dänischer Schauspieler
- Rye, Stellan (1880–1914), dänischer Drehbuchautor und Filmregisseur
- Rye, Tom C. (1863–1953), Gouverneur von Tennessee
- Ryefelt, Peter (1893–1967), dänischer Fechter
- Ryelandt, Joseph (1870–1965), belgischer Komponist
- Ryen, Annar (1909–1985), norwegischer Skilangläufer
- Ryen, Karin (* 1964), norwegische Handballspielerin
- Ryen, Sidsel (* 1943), norwegische Schauspielerin und Sängerin
- Ryerson, Ali (* 1952), US-amerikanische Jazz-Flötistin
- Ryerson, Arthur (1851–1912), US-amerikanischer Anwalt und Stahlfabrikant
- Ryerson, George (1855–1925), kanadischer Kommunalpolitiker und Gründer der Canadian Red Cross Society
- Ryerson, Julian (* 1997), norwegischer FußballspielerJulian Ryerson (* 1997)

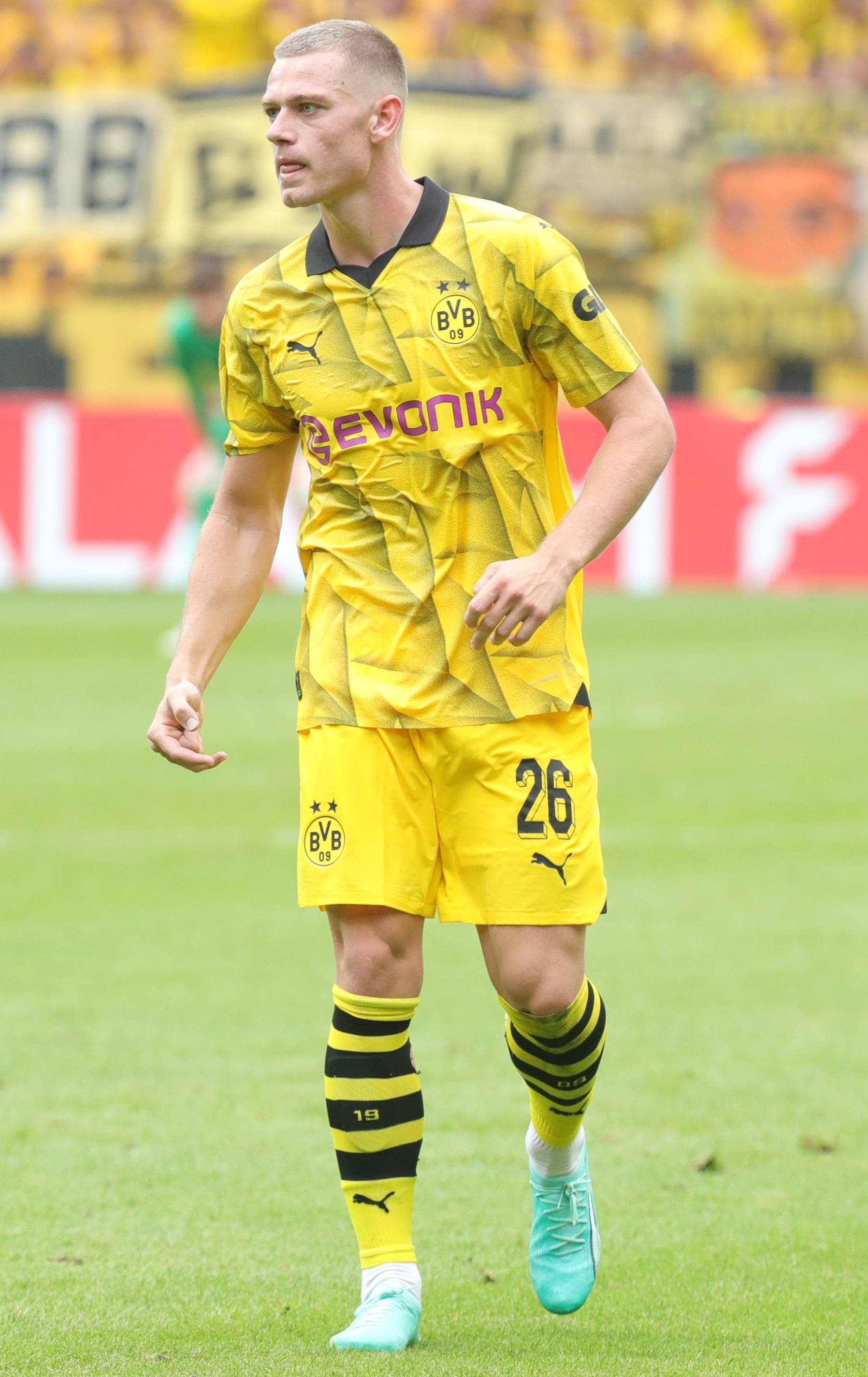
Julian Ryerson (* 1997)

- Ryerson, Martin Antoine (1856–1932), US-amerikanischer Kunstsammler, Unternehmer, Rechtsanwalt und Mäzen

### Ryf
- Ryf, Claude (* 1957), Schweizer Fußballspieler und -trainer
- Ryf, Daniela (* 1987), Schweizer Triathletin
- Ryf, Johannes (1844–1914), Schweizer Jurist und Politiker
- Ryff, Andreas (1550–1603), Schweizer Geschäftsmann der Frühen Neuzeit
- Ryff, Fritz (1857–1925), Schweizer Unternehmer
- Ryff, Julie (1831–1908), Pionierin der Schweizer Frauenrechtsbewegung
- Ryff, Walther Hermann († 1548), deutscher Publizist des Humanismus
- Ryffel, Hans (1878–1949), Schweizer Beamter
- Ryffel, Hans (1913–1989), Schweizer Rechtsphilosoph und Hochschullehrer
- Ryffel, Hans Heinrich (1804–1880), Schweizer Unternehmer und Politiker
- Ryffel, J. J. (1861–1935), Schweizer Musiklehrer und Dirigent
- Ryffel, Johann Jakob (1807–1868), Schweizer Politiker
- Ryffel, Markus (* 1955), Schweizer Langstreckenläufer
- Ryffel-Rawak, Doris, Psychiaterin, Psychologin und Autorin
- Ryfiński, Armand (* 1974), polnischer Politiker (Ruch Palikota), Mitglied des Sejm

### Ryg
- Ryg, Jørgen (1927–1981), dänischer Jazzmusiker und Comedian
- Ryga, George (1932–1987), kanadischer Schriftsteller und Dramatiker
- Rygalina, Anastassija Alexejewna (* 1996), russische Skilangläuferin
- Rygård, Elisabeth (1946–2025), dänische Filmregisseurin und Drehbuchautorin
- Rygel, Zdeněk (* 1951), tschechischer Fußballspieler
- Rygg, Kristoffer (* 1976), norwegischer MusikerKristoffer Rygg (* 1976)

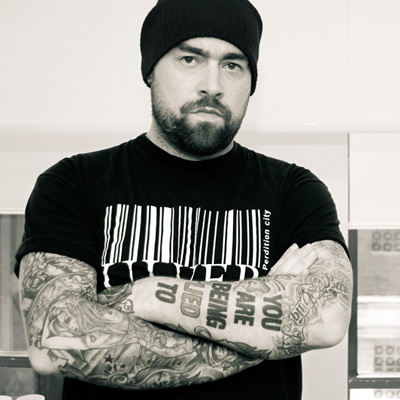
Kristoffer Rygg (* 1976)

- Rygg, Per Egil (1959–2016), norwegischer General
- Rygg, Pernille (* 1963), norwegische Schriftstellerin und Übersetzerin
- Ryggen, Hannah (1894–1970), schwedisch-norwegische Textilkünstlerin
- Ryggi, Mikkjal á (1879–1956), färöischer Lehrer, Schriftsteller und Politiker
- Rygh, Aase Texmon (1925–2019), norwegische Bildhauerin
- Rygh, Evald (1842–1913), norwegischer Beamter und Politiker, Mitglied des Storting
- Rygh, Oluf (1833–1899), norwegischer Prähistoriker, Historiker und Ortsnamensforscher
- Rygiel, Jim (* 1955), US-amerikanischer VFX Supervisor
- Rygiel, Marcin (* 1983), polnischer Musiker
- Rygier, Teodor (1841–1913), Warschauer Bildhauer
- Rygiert, Beate (* 1960), deutsche Schriftstellerin, Drehbuchautorin und Regisseurin
- Rygl, David (* 2005), tschechischer Skispringer
- Rygl, Ladislav (1947–2024), tschechischer Nordischer Kombinierer
- Rygl, Ladislav (* 1976), tschechischer Nordischer Kombinierer
- Ryglewski, Sarah (* 1983), deutsche Politikerin (SPD), Mitglied der Bremischen Bürgerschaft und des BundestagsSarah Ryglewski (* 1983)

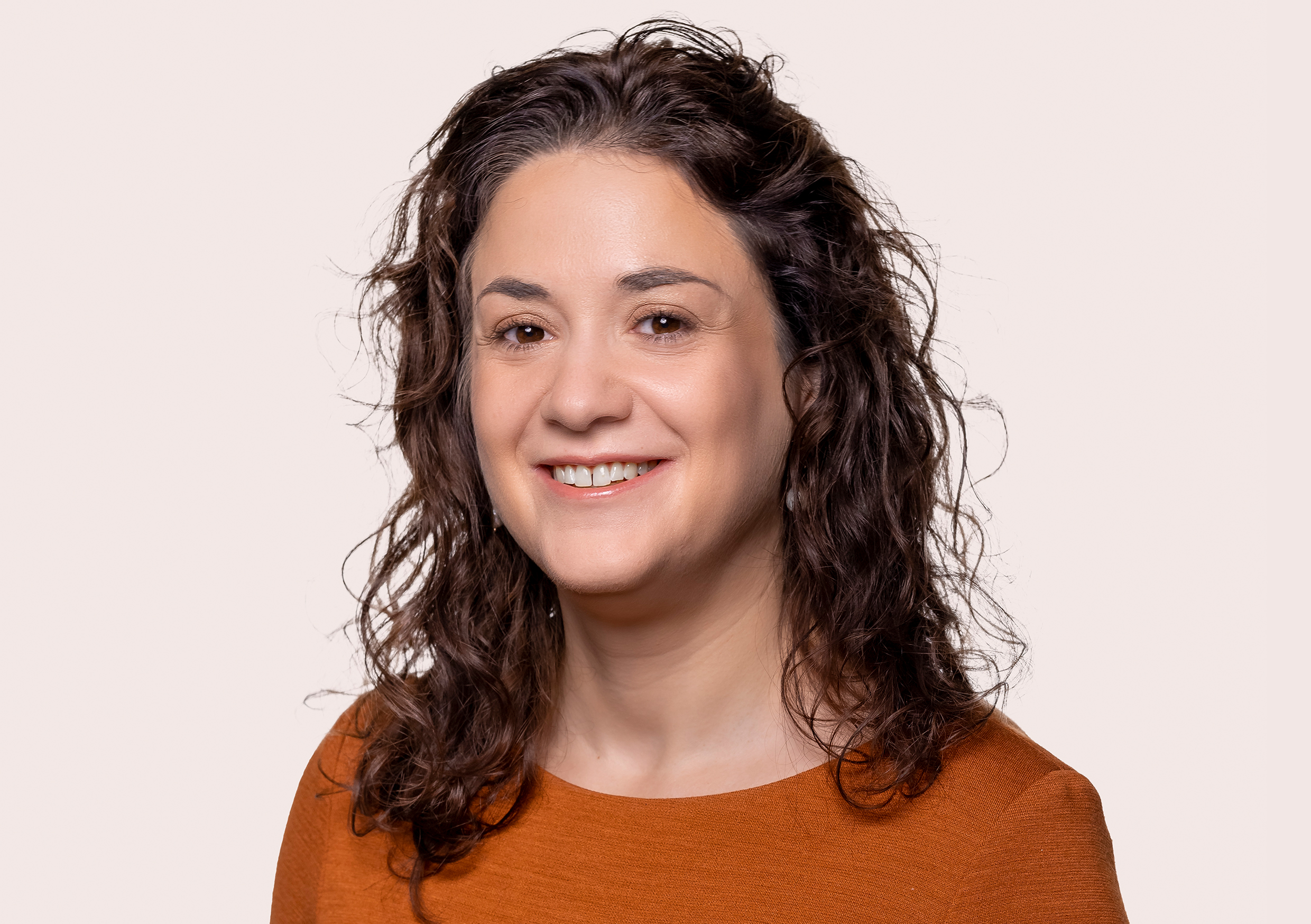
Sarah Ryglewski (* 1983)

- Rýgr, Antonín (1921–1989), tschechischer Fußballspieler und -trainer
- Rygulla, Ralf-Rainer (* 1943), deutscher Schriftsteller und Herausgeber

### Ryh
- Ryhänen, Sami (* 1980), finnischer Eishockeyspieler
- Ryhänen, Sirpa (* 1966), finnische Skilangläuferin
- Ryhiner, Emanuel (1543–1582), Ratschreiber und Notar in Basel
- Ryhiner, Friedrich († 1588), Arzt, Gerichtsherr, Gesandter, Pächter der Königlichen Salinen in der Provence und Oberst eines Basler Kontingents auf der Seite Heinrichs von Navarra
- Ryhiner, Hans Eduard (1891–1934), Schweizer Architekt
- Ryhiner, Heinrich (1490–1553), Schweizer Rats- und Stadtschreiber in Basel
- Ryhiner, Johann Friedrich (1574–1634), Schweizer Politiker und Bürgermeister von Basel
- Ryhiner, Johann Friedrich von (1732–1803), Schweizer Staatsmann und Geograph
- Ryhiner, Peter (1920–1975), Schweizer Tierfänger und -händler
- Ryhiner, Samuel (1766–1847), Schweizer Kaufmann, Jurist und Politiker
- Ryholt, Kim (* 1970), US-amerikanisch-dänischer Ägyptologe
- Ryhtä, Niilo (1906–1995), finnischer Politiker, Mitglied des Reichstags und Minister

### Ryk
- Ryk (* 1989), deutscher Sänger, Komponist und Musikproduzent
- Ryk, Ilona (* 1960), deutsche Badmintonspielerin
- Rykena, Harm (* 1963), deutscher Politiker (AfD), MdL
- Ryker, Jaxson (* 1982), amerikanischer Wrestler
- Ryker, Ken (* 1972), US-amerikanischer Pornodarsteller
- Rykhus, Eirik (* 1981), norwegischer Telemarker
- Rykhus, Sigrid (* 1984), norwegische Telemarkerin und Skicrosserin
- Rykiel, Jean-Philippe (* 1961), französischer Musiker (Keyboard, Komposition, Arrangement)
- Rykiel, Sonia (1930–2016), französische Modeschöpferin
- Rykka (* 1986), schweizerisch-kanadische/r Sänger/in
- Rykkje, Brigt (* 1975), niederländisch-norwegischer Eisschnellläufer
- Rykkvin, Aksel (* 2003), norwegischer Sänger (Bariton)
- Ryklin, Michail Kusmitsch (* 1948), russischer Philosoph und Autor
- Rykner, Arnaud (* 1966), französischer Romanautor, Dramaturg, Regisseur und Essayist
- Rykova, Genija (* 1986), deutsche Schauspielerin und Sängerin russischer AbstammungGenija Rykova (* 1986)

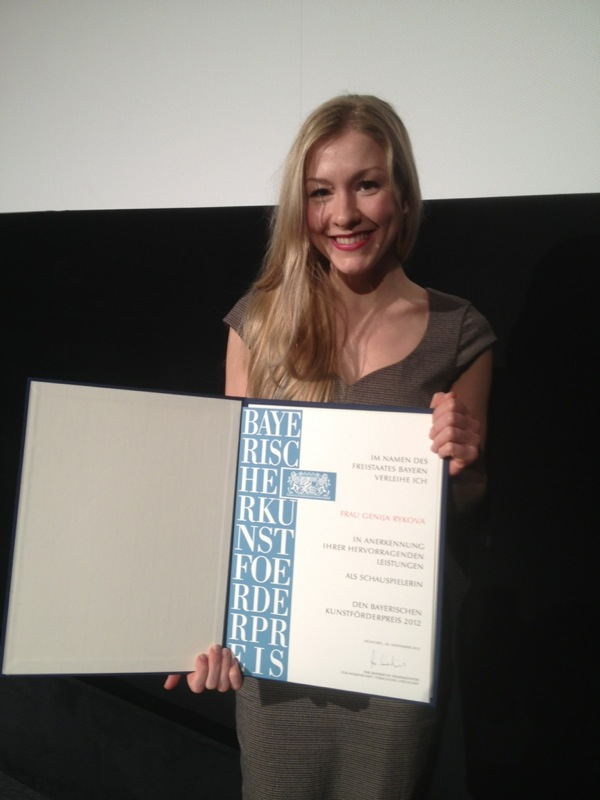
Genija Rykova (* 1986)

- Rykow, Alexei Iwanowitsch (1881–1938), sowjetischer Politiker
- Rykow, Pjotr Sergejewitsch (* 1981), russischer Schauspieler, Fernsehmoderator, Sänger und Model
- Rykow, Wladimir Wladimirowitsch (* 1987), russischer Fußballspieler
- Ryksa von Polen (1013–1075), Königin von Ungarn

### Ryl
- Ryl, René (* 1967), deutscher Boxer
- Rylan, Marcy (* 1980), US-amerikanische Schauspielerin
- Rylance, Juliet (* 1979), britische Schauspielerin
- Rylance, Mark (* 1960), englisch-amerikanischer SchauspielerMark Rylance (* 1960)
- Rylance, Ulrike (* 1968), deutsche Autorin

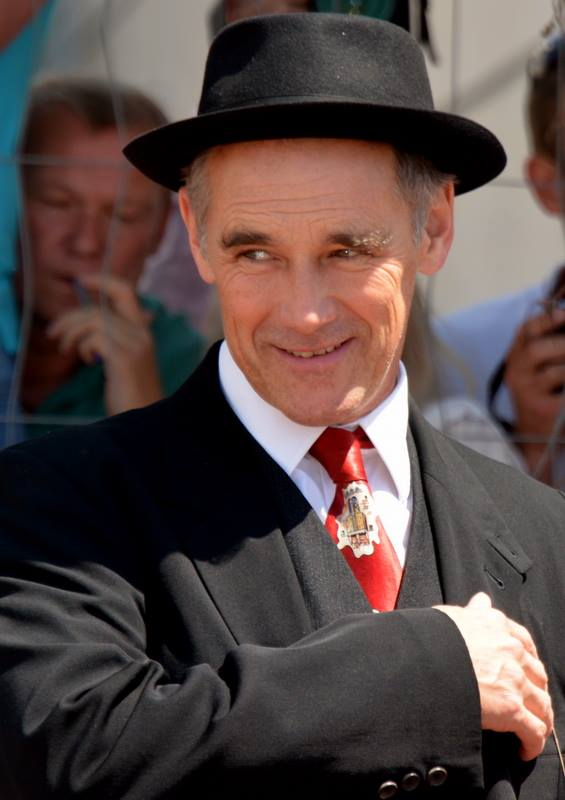
Mark Rylance (* 1960)

- Ryland, Bertha (1882–1977), englisch-britische Suffragette
- Ryland, George Washington (1827–1910), US-amerikanischer Politiker
- Ryland, Ingrid (* 1989), norwegische Fußballspielerin
- Ryland, William Wynne (1732–1783), englischer Kupferstecher und Notenfälscher
- Rylander, Erik (1905–1976), schwedischer Skispringer
- Rylander, Paul N (1920–2000), US-amerikanischer Chemiker
- Rylander, Ragnar (1935–2016), schwedischer Mediziner
- Rylands, Anthony B. (* 1950), britischer Primatologe
- Ryle, Gilbert (1900–1976), britischer Philosoph
- Ryle, John Alfred (1889–1950), britischer Arzt
- Ryle, John Charles (1816–1900), britischer Geistlicher und Theologe, Bischof von Liverpool
- Ryle, Martin (1918–1984), britischer Radioastronom
- Rylejew, Kondrati Fjodorowitsch (1795–1826), russischer Dichter und Dekabrist
- Rylejewa Soja Wassiljewna (1919–2013), ukrainisch-sowjetisch-israelische Bildhauerin
- Rylewicz, Burghard (1936–2006), deutscher Fußballspieler
- Rylik, Agnieszka (* 1974), polnische Boxerin
- Rylin, Angelica (* 1981), schwedische Musikerin
- Ryłko, Stanisław (* 1945), polnischer Geistlicher und Kurienkardinal der römisch-katholischen KircheStanisław Ryłko (* 1945)

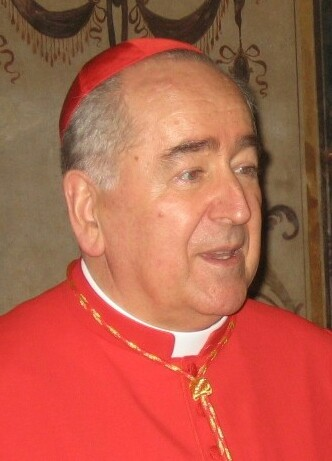
Stanisław Ryłko (* 1945)

- Ryll, Helmut (1908–1949), deutscher Mann, Todesopfern des DDR-Grenzregimes vor dem Bau der Berliner Mauer
- Ryll-Nardzewski, Czesław (1926–2015), polnischer Mathematiker
- Ryllo, Maximilian († 1793), griechisch-katholischer Bischof
- Rylow, Jakow Nikolajewitsch (* 1985), russischer Eishockeyspieler
- Rylow, Jewgeni Michailowitsch (* 1996), russischer Schwimmer
- Rylowa, Tamara Nikolajewna (1931–2021), sowjetische Eisschnellläuferin
- Rylski, Eustachy (* 1944), polnischer Schriftsteller, Dramatiker und Drehbuchautor
- Rylski, Jakow Anufrijewitsch (1928–1999), sowjetischer Säbelfechter
- Rylskyj, Maksym (1895–1964), ukrainischer Autor und Übersetzer
- Rylskyj, Tadej (1841–1902), ukrainischer sozialer und kultureller Aktivist, Journalist, Ethnograph, Anthropologe und Ökonom
- Ryltenius, Christian (* 1964), schwedischer Filmregisseur und Animator

### Rym
- Ryman, Erik (* 1972), norwegisch-schwedischer Eishockeyspieler
- Ryman, Geoff (* 1951), kanadischer SF- und Fantasy-Autor
- Ryman, Robert (1930–2019), US-amerikanischer Maler
- Rymann, Ruedi (1933–2008), Schweizer JodlerRuedi Rymann (1933–2008)

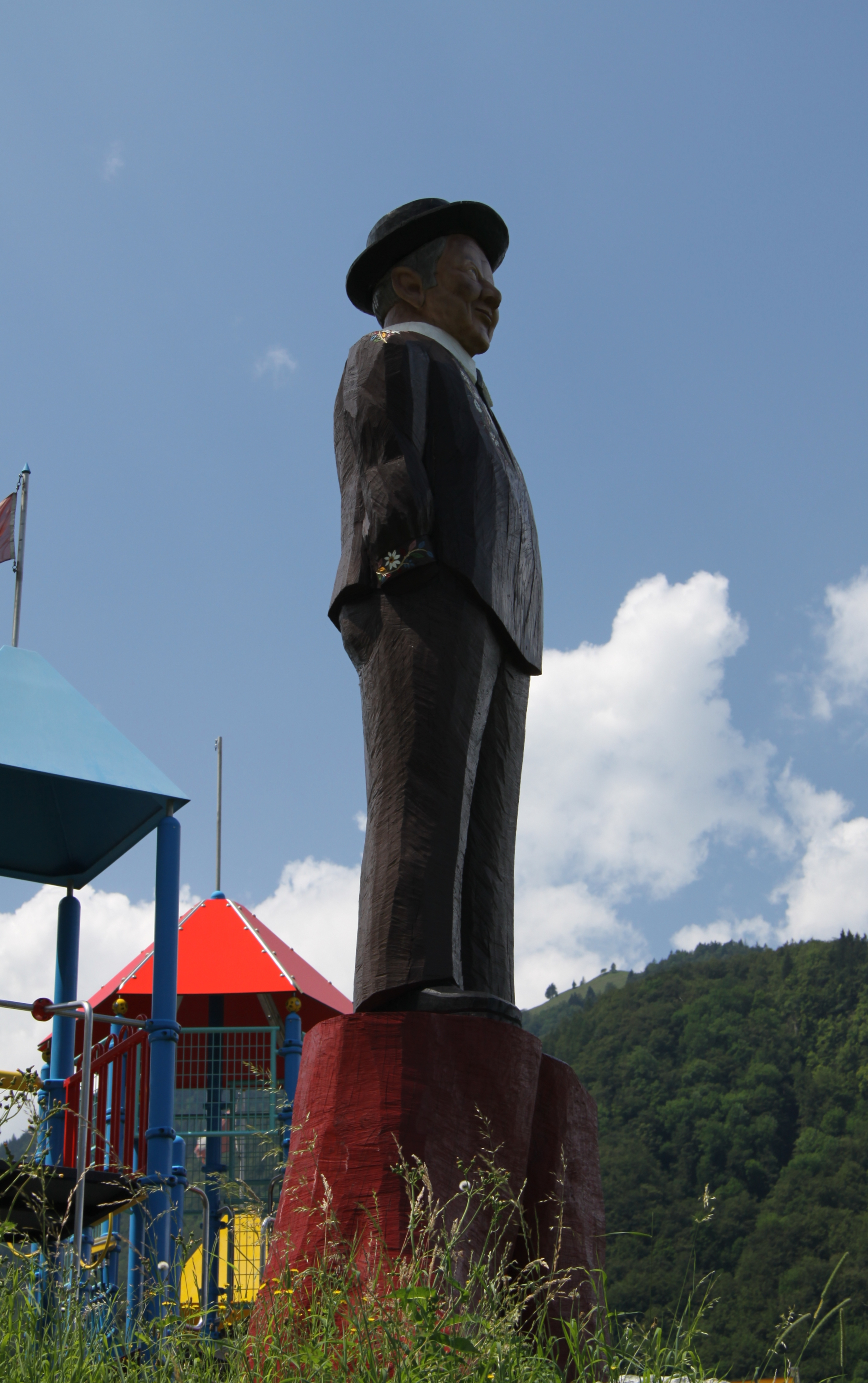
Ruedi Rymann (1933–2008)

- Rymanow, Alexander Anatoljewitsch (* 1959), russischer Handballspieler und Handballtrainer
- Rymar, Edward (* 1936), polnischer Historiker
- Rymarew, Jewgeni (* 1988), kasachischer Eishockeyspieler
- Rymarowicz, Caesar (1930–1993), polnisch-deutscher Übersetzer
- Rymaruk, Ihor (1958–2008), ukrainischer Dichter und Herausgeber
- Rymascheuski, Wital (* 1975), belarussischer Politiker (BCD)
- Rymer, Józef (1882–1922), polnischer Politiker
- Rymer, Tony, US-amerikanischer Cellist
- Rymez, britischer Musikproduzent
- Rymgajla, Jüngste Tochter von Birutė und Kęstutis, des litauischen Großfürsten
- Rymill, John (1905–1968), australischer Polarforscher
- Rymkiewicz, Jarosław Marek (1935–2022), polnischer Lyriker, Dramatiker, Literaturhistoriker und Übersetzer
- Rymsza, Filip Jan (* 1977), polnisch-amerikanischer Filmemacher und Kurzgeschichtenautor
- Rymszewicz, Krzysztof (* 1987), polnischer Sänger und Schauspieler
- Rymut, Kazimierz (1935–2006), polnischer Onomastiker, Sprachhistoriker und Publizist

### Ryn
- Rynasiewicz, Zbigniew (* 1963), polnischer Politiker, Mitglied des Sejm
- Rynd, James Alexander Porterfield (1846–1917), irischer Barrister und Schachspieler
- Ryndina, Natalija Wadimowna (1936–2022), sowjetisch-russische Prähistorikerin, Metallkundlerin und Hochschullehrerin
- Ryndsjun, Wladimir Iljitsch (1897–1953), russischer Schriftsteller und Journalist, US-amerikanischer Filmproduzent
- Ryndsjunskaja, Marina Dawydowna (1877–1946), russisch-sowjetische Bildhauerin
- Ryneck, Elfriede (1872–1951), deutsche Politikerin (SPD), MdR, MdL
- Ryneck, Erich (1899–1976), deutscher Politiker (SPD)
- Rynell, Elisabeth (* 1954), schwedische Schriftstellerin
- Ryner, Han (1861–1938), französischer gewaltfreier Anarchist und Individualist
- Ryniewicz, Stefan (1903–1988), polnischer Diplomat
- Rynin, Nikolai Alexejewitsch (1887–1942), russischer Raumfahrtpionier
- Ryning, Axel Nilsson (1552–1620), schwedischer Reichsadmiral und Staatsmann
- Ryning, Erik Eriksson (1592–1654), schwedischer Admiral
- Rynio, Jürgen (* 1948), deutscher Fußballspieler
- Rynkiewicz, Kazimierz (* 1969), polnischer Philosoph
- Rynkowski, David (* 1984), deutscher Fusionmusiker (Gesang, Piano, Komposition)
- Rynkowski, Florian (* 1981), deutscher Fusionmusiker (Bass, Komposition)
- Rynkowski, Ryszard (* 1951), polnischer Sänger, Komponist, Pianist und SchauspielerRyszard Rynkowski (* 1951)

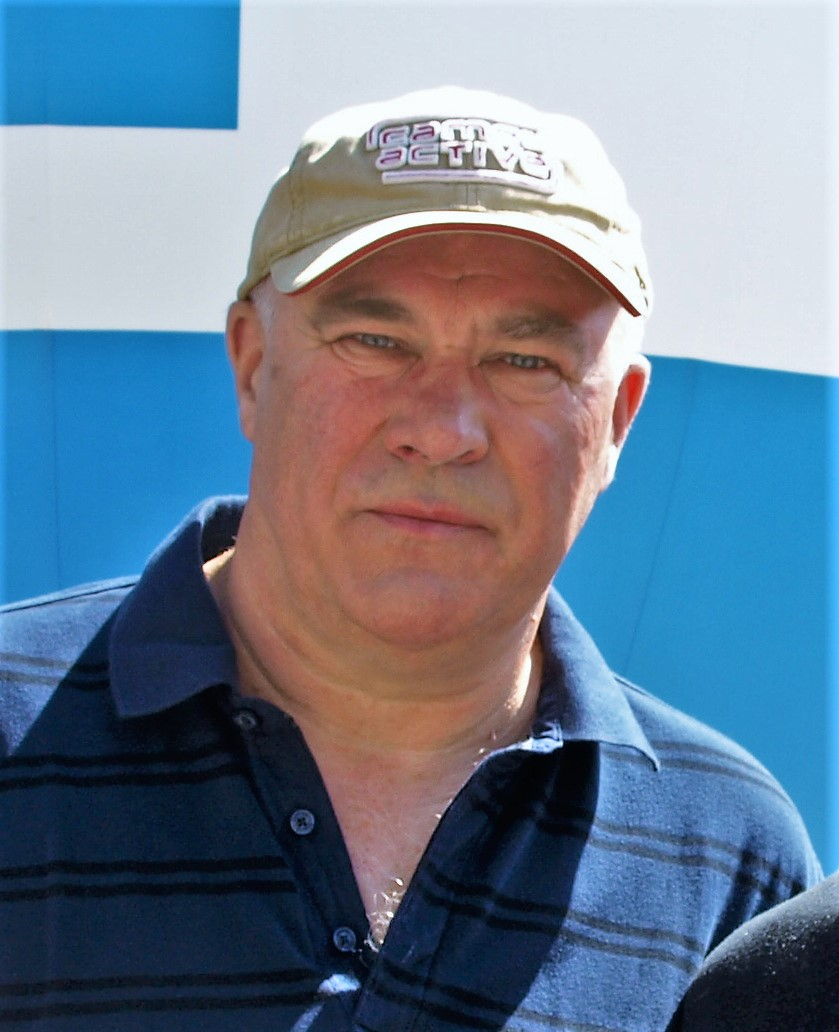
Ryszard Rynkowski (* 1951)

- Rynning, Sten (* 1967), dänischer Politikwissenschaftler
- Ryno, Johan (* 1986), schwedischer Eishockeyspieler

### Ryo
- Ryo (* 1983), deutscher Sprecher und Sänger
- Ryo, Song-hui (* 1994), nordkoreanische Eishockeyspielerin
- Ryo, Un-hui (* 1994), nordkoreanische Gewichtheberin
- Ryōgen (912–985), japanischer buddhistischer Mönch, Erneuerer der Tendai-Schule
- Ryōhei, Tanaka (1933–2019), japanischer Grafiker und Kupferstecher
- Ryōkan (1758–1831), japanischer Mönch und Dichter
- Ryōkei, Shōsen (1602–1670), buddhistischer Mönch der Frühzeit des Ōbaku-Zen
- Ryom, Chun-ja (* 1942), nordkoreanische Volleyballspielerin
- Ryom, Peter (* 1937), dänischer Musikwissenschaftler
- Ryon, John Walker (1825–1901), US-amerikanischer Politiker
- Ryon, Luann (1953–2022), US-amerikanische Bogenschützin und Olympiasiegerin
- Ryōnin (1073–1132), japanischer Priester, Begründer der Yūzū Nembutsu-shū
- Ryoo, Chang-kil (* 1940), nordkoreanischer Fußballspieler
- Ryoo, Choon-za (* 1943), nordkoreanische Eisschnellläuferin
- Ryoo, Ryong (* 1955), südkoreanischer Chemiker
- Ryoo, Seung-wan (* 1973), südkoreanischer Regisseur, Drehbuchautor, Produzent und Schauspieler
- Ryott, Emma, britische Bühnen- und Kostümbildnerin

### Ryp
- Ryp, Juan José (* 1971), spanischer Comiczeichner
- Rypáček, Karel V. (1885–1957), tschechischer Journalist und Übersetzer
- Rypakowa, Anastassija (* 2004), kasachische Weit- und Dreispringerin
- Rypakowa, Olga (* 1984), kasachische Weit- und Dreispringerin
- Rypdal, Inger Lise (* 1949), norwegische Pop-, Rock- und Jazzsängerin und Schauspielerin
- Rypdal, Terje (* 1947), norwegischer Gitarrist und KomponistTerje Rypdal (* 1947)

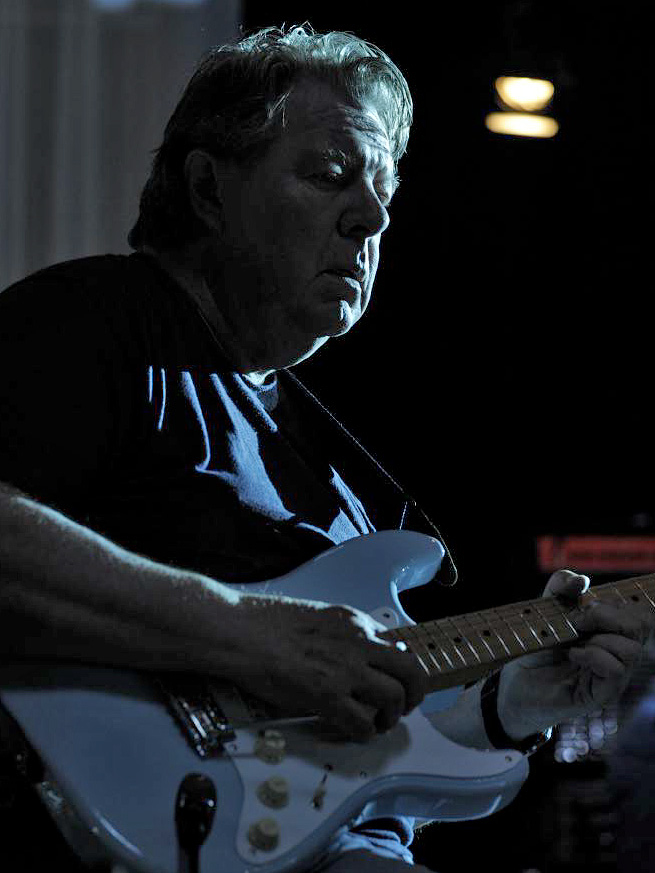
Terje Rypdal (* 1947)

- Rypien, Agnieszka, polnische Bogenbiathletin
- Rypien, Mark (* 1962), US-amerikanischer American-Football-Spieler
- Rypien, Rick (1984–2011), kanadischer Eishockeyspieler
- Rypinski, Philipp (1884–1943), russisch-deutscher Komponist und Kapellmeister
- Rypka, Jan (1886–1968), tschechischer Orientalist, Turkologe und Iranist
- Rypl, Celestin (1894–1945), tschechischer Pianist und Komponist
- Rypl, Martin (* 1967), tschechischer Biathlet
- Rypl, Miroslav (* 1992), tschechischer Skilangläufer

### Ryr
- Ryrie, Charles C. (1925–2016), US-amerikanischer evangelikaler Theologe

### Rys
- Ryś, Grzegorz (* 1964), polnischer Geistlicher, römisch-katholischer Erzbischof von Łódź
- Rys, Jan (1931–1986), österreichischer Schriftsteller, Hörspielautor, Lyriker, Maler, Übersetzer aus dem Tschechischen
- Rys, Miro (1957–1977), US-amerikanischer Fußballspieler
- Rys, Miroslav (1932–2020), tschechoslowakischer Eishockey- und Fußballspieler
- Rys, Paul (1938–2019), tschechischer Chemiker und Hochschullehrer
- Ryś, Wioletta (* 1992), polnische Naturbahnrodlerin
- Ryś-Ferens, Erwina (1955–2022), polnische Eisschnellläuferin
- Rysanek, Leonie (1926–1998), österreichische Opernsängerin (Sopran)
- Rysanek, Lotte (1924–2016), österreichische Opernsängerin (Sopran)
- Rysanov, Maxim (* 1978), ukrainischer Bratschist
- Ryschankou, Aleh (* 1967), belarussischer Biathlet
- Ryschankowa, Natallja (* 1972), belarussische Biathletin
- Ryschenko, Walentina Georgijewna (* 1948), sowjetische bzw. russische Historikerin und Hochschullehrerin
- Ryschenkow, Wladimir Iljitsch (1948–2011), sowjetischer Gewichtheber
- Ryschikow, Sergei Nikolajewitsch (* 1974), russischer KosmonautSergei Nikolajewitsch Ryschikow (* 1974)

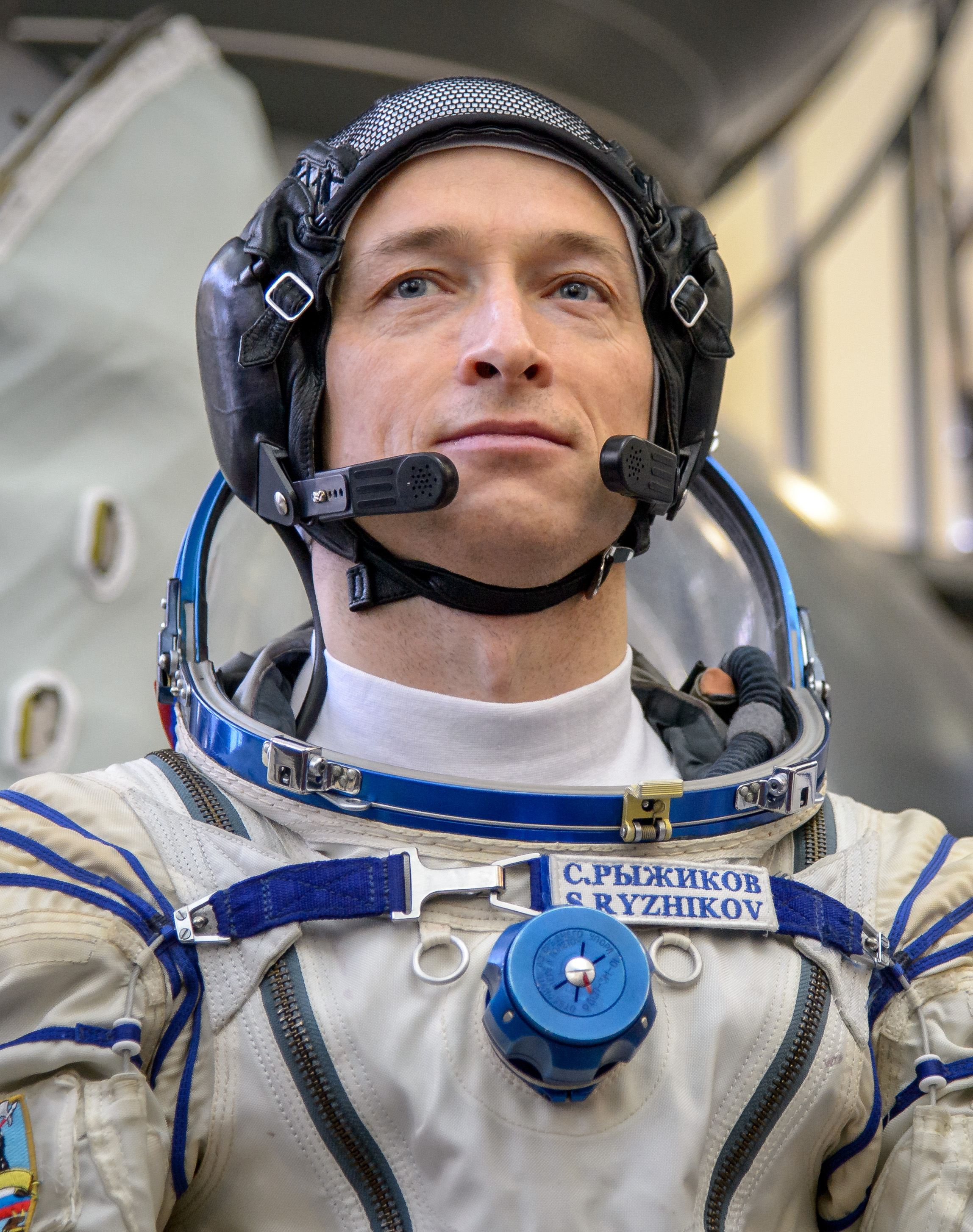
Sergei Nikolajewitsch Ryschikow (* 1974)

- Ryschikow, Sergei Wiktorowitsch (* 1980), russischer Fußballspieler
- Ryschkin, Wladimir Alexejewitsch (1930–2011), sowjetischer Fußballspieler
- Ryschkow, Jewgeni (* 1985), kasachischer Schwimmer
- Ryschkow, Nikolai Iwanowitsch (1929–2024), russischer Politiker und Vorsitzender des Ministerrates der SowjetunionNikolai Iwanowitsch Ryschkow (1929–2024)

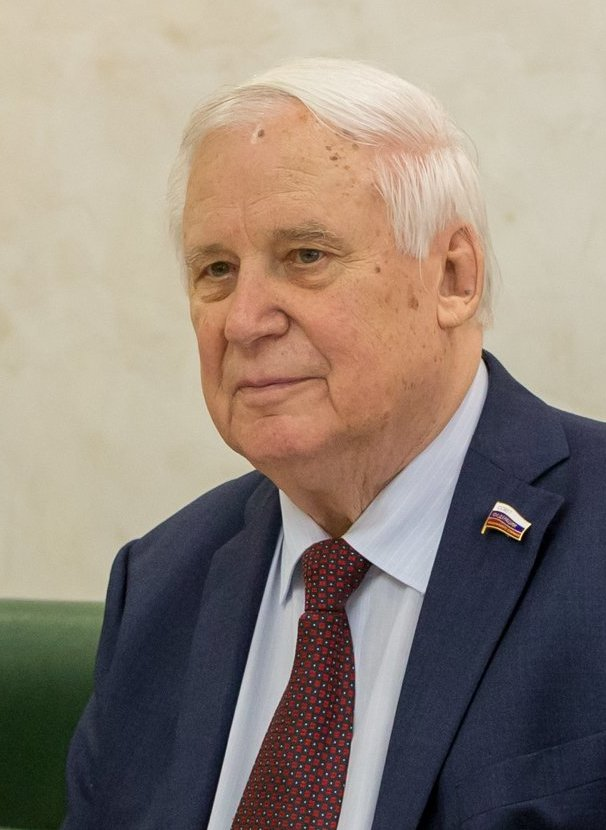
Nikolai Iwanowitsch Ryschkow (1929–2024)

- Ryschkow, Wladimir Alexandrowitsch (* 1966), russischer Politiker
- Ryschow, Michail Michailowitsch (* 1991), russischer Geher
- Ryschow, Oleg Sergejewitsch (* 1932), russischer Physiker und Hochschullehrer
- Ryschowa, Antonina Alexejewna (1934–2020), sowjetische Volleyballspielerin
- Ryschowa, Xenija Olegowna (* 1987), russische Sprinterin
- Ryschych, Inna (* 1985), ukrainische Triathletin
- Ryschykowa, Anna (* 1989), ukrainische Hürdenläuferin
- Ryser, Daniel (* 1979), Schweizer Journalist und Buchautor
- Ryser, Dany (* 1957), Trainer der Schweizer U-17-Nationalmannschaft
- Ryser, Émile (1866–1950), Schweizer Politiker, Gewerkschafter und Uhrmacher
- Ryser, Franziska (* 1991), Schweizer Politikerin
- Ryser, Fritz (1873–1916), Schweizer Radrennfahrer
- Ryser, Fritz (1910–1990), Schweizer Maler, Zeichner, Illustrator und Kunstpädagoge.
- Ryser, Herbert (1923–1985), US-amerikanischer Mathematiker
- Ryser, Johanna Bundi (* 1963), Schweizer Polizistin, Präsidentin des Verbands Schweizerischer Polizei-Beamter VSPB
- Ryser, Marian (1620–1680), Schweizer Zisterzienser und Abt des Klosters Wettingen
- Ryser, Michelle (* 1991), Schweizer Schlagersängerin
- Ryser, Simon (* 1978), Schweizer Politiker (GLP)
- Ryser, Simona (* 1969), Schweizer Schriftstellerin, Hörspielregisseurin, Opernsängerin (Sopran) und Journalistin
- Ryser, Valentina (* 2001), Schweizer Tennisspielerin
- Ryser, Werner (* 1947), Schweizer Schriftsteller
- Ryser-Degiorgis, Marie-Pierre (1971–2023), Schweizer Tiermedizinerin und Hochschullehrerin
- Rysha, Erydit (* 1998), kosovarischer Leichtathlet
- Rysiówna, Zofia (1920–2003), polnische Schauspielerin
- Rysiukiewicz, Piotr (* 1974), polnischer Leichtathlet und Olympiateilnehmer
- Ryska, Norbert (* 1948), deutscher Mathematiker
- Ryskal, Inna Walerjewna (* 1944), sowjetische Volleyballspielerin
- Ryskind, Morrie (1895–1985), US-amerikanischer Autor und Broadway-Regisseur
- Ryskjær, Claus (1945–2016), dänischer Schauspieler
- Rysqalijew, Bergei (* 1967), kasachischer Politiker
- Rysqulow, Turar (1894–1938), sowjetischer Politiker
- Ryssack, Eddy (1928–2004), belgischer Trickfilmregisseur, Comiczeichner und -autor
- Ryssakow, Nikolai Iwanowitsch (1861–1881), russischer Revolutionär und AttentäterNikolai Iwanowitsch Ryssakow (1861–1881)

Nikolai Iwanowitsch Ryssakow (1861–1881)

- Ryssdal, Rolv (1914–1998), norwegischer Jurist und Richter
- Ryssdal, Signe Marie Stray (1924–2019), norwegische Politikerin
- Ryssel, Anton Friedrich Karl von (1773–1833), sächsischer Generalmajor, später preußischer Generalleutnant
- Ryssel, Ernst Christian von (1729–1805), sächsischer Generalmajor
- Ryssel, Gustav Xaver Reinhold von (1771–1845), königlich sächsischer Generalmajor, preußischer General der Infanterie und zuletzt Kommandant von Neiße
- Ryssel, Heiner (* 1941), deutscher Elektrotechniker
- Ryssel, Heinrich von (1594–1640), deutscher Handelsmann
- Ryssel, Karl (1869–1939), deutscher Politiker (SPD, USPD), MdR
- Ryssel, Karl Viktor (1849–1905), deutscher Theologe
- Ryssel, Michael († 1469), dritter Abt der späteren Reichsabtei Ochsenhausen
- Ryssel, Thomas von (* 1939), deutscher Diplomökonom und Politiker (DFP), MdVK
- Rysselberghe, Théo van (1862–1926), flämischer Maler des Pointillismus
- Ryssen, Carsten van (* 1963), deutscher Komiker, Journalist, Moderator, Autor und SchauspielerCarsten van Ryssen (* 1963)

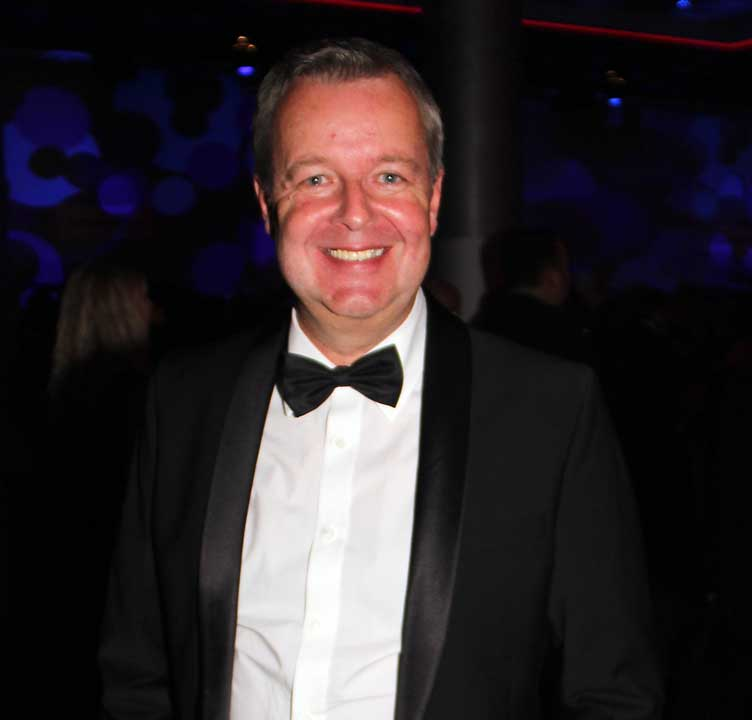
Carsten van Ryssen (* 1963)

- Ryssenberch, Hans († 1499), Goldschmied, in Estland tätig
- Rysstad, Aron Åkre (* 1999), norwegischer Skilangläufer
- Ryste, Bodil (* 1979), norwegische Skibergsteigerin
- Ryste, Ruth (1932–2023), norwegische Politikerin
- Rysula, Józef (1939–2020), polnischer Skilangläufer
- Ryswick, Sibert von († 1540), katholischer Geistlicher und Politiker
- Rysz, Kaja (* 1999), polnische Radrennfahrerin
- Ryszka, Andrzej (* 1953), polnischer Politiker (Platforma Obywatelska), Mitglied des Sejm

### Ryt
- Rytcheu, Juri Sergejewitsch (1930–2008), tschuktschischer Schriftsteller
- Rytel, Piotr (1884–1970), polnischer Komponist, Musikpädagoge und -kritiker
- Ryter, Eugène (1890–1973), Schweizer Gewichtheber
- Ryter, Joanna (* 1994), Schweizer Triathletin
- Ryter, Joseph F. (1914–1978), US-amerikanischer Politiker
- Ryter, Marianne (* 1968), Schweizer Juristin und Präsidentin des Bundesverwaltungsgerichts
- Ryterband, Roman (1914–1979), polnischer Komponist, Dirigent und Pianist
- Ryti, Risto (1889–1956), finnischer Politiker und MinisterpräsidentRisto Ryti (1889–1956)

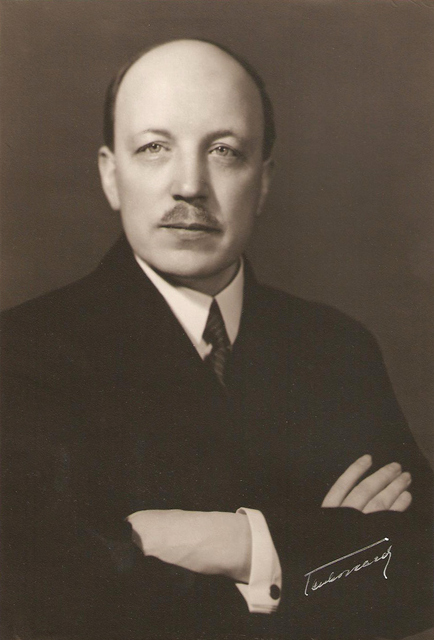
Risto Ryti (1889–1956)

- Rytisalo, Minna (* 1974), finnische Lehrerin und Schriftstellerin
- Rytjkov, Nikolaj (1913–1973), russischer Schauspieler, Esperantist und Moderator
- Rytkönen, Aulis (1929–2014), finnischer Fußballspieler und -trainer
- Rytky, Sauli (1918–2006), finnischer Skilangläufer
- Rytlewski, Ralf (* 1937), deutscher Politologe
- Rytmann, Hélène (1910–1980), französische Résistancekämpferin und Soziologin
- Rytschagow, Andrei Walerjewitsch (* 1979), russischer Schachspieler
- Rytschagow, Andrei Walerjewitsch (* 1982), russischer Eishockeyspieler
- Rytschkow, Alexander Nikolajewitsch (* 1974), russischer Fußballspieler
- Rytschkow, Denis Nikolajewitsch (* 1975), russischer Crosslauf-Sommerbiathlet
- Rytschkow, Nikolai Petrowitsch (1746–1784), russischer Entdeckungsreisender und Geograph
- Rytschkow, Pjotr Iwanowitsch (1712–1777), russischer Historiker und Geograph
- Rytschkowa, Tetjana (* 1978), ukrainische Politikerin
- Rytter Hasle, Grethe (1920–2013), norwegische Mikrobiologin und Planktologin
- Rytter Juhl, Kamilla (* 1983), dänische Badmintonspielerin
- Rytter, Thomas (* 1974), dänischer Fußballspieler
- Rytting Kaneryd, Johanna (* 1997), schwedische FußballspielerinJohanna Rytting Kaneryd (* 1997)

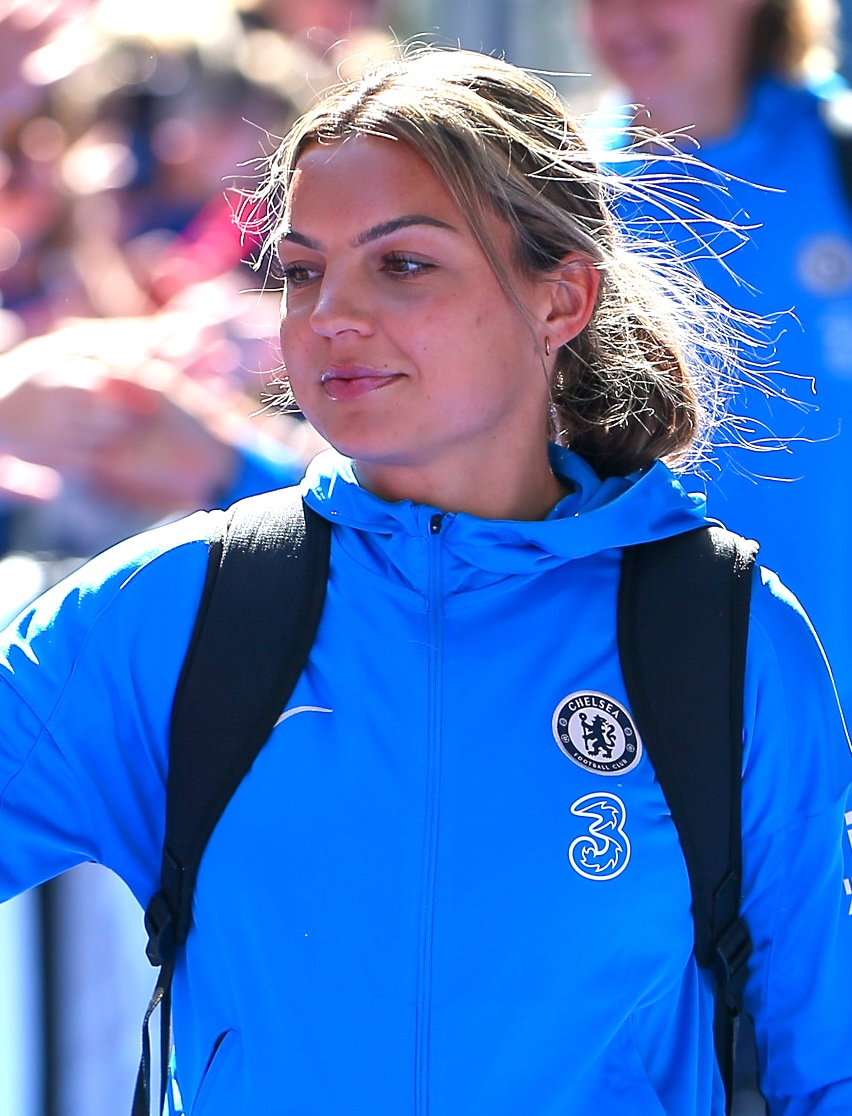
Johanna Rytting Kaneryd (* 1997)

- Rytz von Brugg, David (1801–1868), Schweizer Mathematiker und Lehrer
- Rytz, Philipp (* 1984), Schweizer Eishockeyspieler
- Rytz, Regula (* 1962), Schweizer Politikerin
- Rytz, Simon (* 1983), Schweizer Eishockeytorwart
- Rytz, Walther (1882–1966), Schweizer Botaniker

### Ryu
- Ryu (* 1975), US-amerikanischer MC
- Ryū Chishū (1904–1993), japanischer Schauspieler
- Ryu, Beom-hee (* 1991), südkoreanischer Fußballspieler
- Ryu, Dabin, südkoreanische Jazzmusikerin (Piano)
- Ryu, Eun-hee (* 1990), südkoreanische Handballspielerin
- Ryu, Gwansun (1902–1920), koreanische Freiheitskämpferin
- Ryu, Han-bi (* 2004), südkoreanische Schauspielerin
- Ryu, Han-su (* 1988), südkoreanischer Ringer
- Ryu, Hye-young (* 1991), südkoreanische Schauspielerin
- Ryu, Hyun-kyung (* 1983), südkoreanische Schauspielerin
- Ryu, Hyun-woo, nordkoreanischer Diplomat und Überläufer
- Ryu, Ji-hae (* 1976), südkoreanische Tischtennisspielerin
- Ryu, Jun-yeol (* 1986), südkoreanischer SchauspielerRyu Jun-yeol (* 1986)

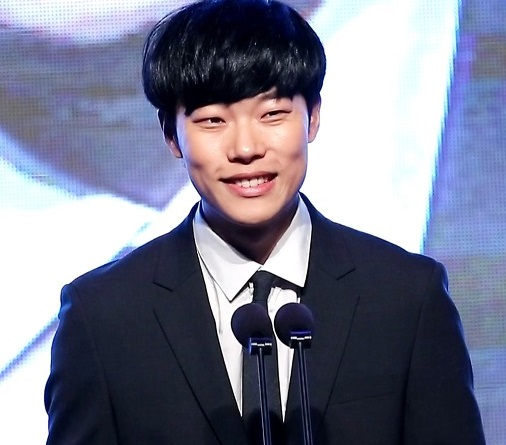
Ryu Jun-yeol (* 1986)

- Ryu, Mi-yong (1921–2016), nordkoreanische Politikerin
- Ryu, Seung-min (* 1982), südkoreanischer Tischtennisspieler
- Ryu, Seung-ryong (* 1970), südkoreanischer Schauspieler
- Ryu, Seung-woo (* 1985), südkoreanischer Poolbillardspieler
- Ryu, Seung-woo (* 1993), südkoreanischer Fußballspieler
- Ryū, Shinsei, japanischer Physiker
- Ryū, Shintarō (1900–1967), japanischer Journalist und Buchautor
- Ryu, Su-jong (* 1995), nordkoreanische Eishockeyspielerin
- Ryu, Won (* 1997), südkoreanische Schauspielerin
- Ryujin (* 2001), südkoreanische Rapperin
- Ryun, Jim (* 1947), US-amerikanischer Politiker und ehemaliger Mittelstreckenläufer
- Ryūtei, Rijō (1777–1841), japanischer Komödiant
- Ryūtei, Tanehiko (1783–1842), japanischer Schriftsteller

### Ryw
- Rywalski, Pascal (1911–2002), Schweizer Kapuziner und Generalminister
- Rywin, Lew (* 1945), polnischer Filmproduzent
- Rywkin, Oskar Lwowitsch (1899–1937), sowjetischer Parteifunktionär

### Ryx
- Ryx, Marian Józef (1853–1930), Bischof von Sandomierz

### Ryy
- Ryynänen, Janne (* 1988), finnischer Nordischer Kombinierer
- Ryytty, Vilma (* 2001), finnische Skilangläuferin

### Ryz
- Ryz, Jennifer (* 1973), kanadische Ringerin
- Ryzarew, Boris Wladimirowitsch (1930–1995), sowjetischer bzw. russischer Filmregisseur und Drehbuchautor
- Ryzih, Lisa (* 1988), deutsche StabhochspringerinLisa Ryzih (* 1988)

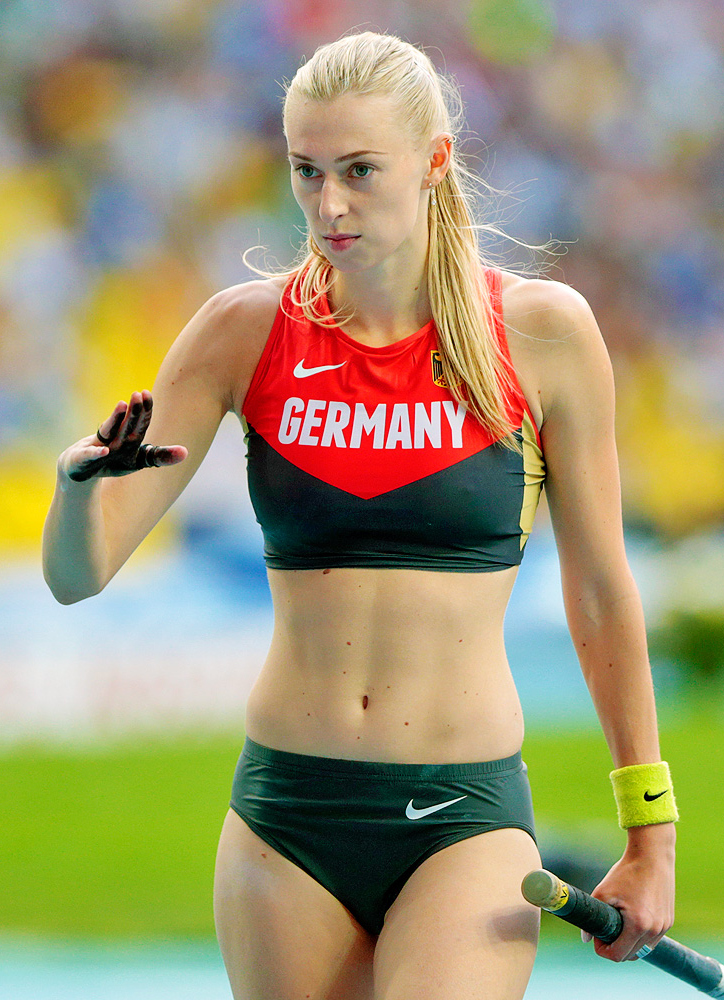
Lisa Ryzih (* 1988)

- Rýzl, Milan (1928–2011), tschechischer Parapsychologe
- Rýzner, Čeněk (1845–1923), tschechischer Arzt, Chirurg, prähistorischer Archäologe, Autor